# Star Wars: Episodio IV - Una nueva esperanza
La guerra de las galaxias (título original en inglés: Star Wars), después renombrada como Star Wars: Episodio IV - Una nueva esperanza o La guerra de las galaxias: Episodio IV - Una nueva esperanza (en inglés: Star Wars: Episode IV - A New Hope), es una película estadounidense de 1977 del subgénero de ciencia ficción space opera, escrita y dirigida por George Lucas. Fue la primera película que se estrenó de la saga Star Wars, aunque sirve como la cuarta en términos de su cronología interna; dos secuelas, El Imperio contraataca y El retorno del Jedi, continuarían la trama de la trilogía original, mientras que una trilogía precuela describiría los eventos previos a La guerra de las galaxias. Una tercera trilogía se estrenaría posteriormente para finalizar la saga.
El guion fue redactado por George Lucas mientras dirigía su primer largometraje, influido principalmente por las películas sobre samuráis de Akira Kurosawa, cómics de Flash Gordon y la obra El héroe de las mil caras de Joseph Campbell. Al finalizar el Festival de Cannes de 1971, Lucas firmó un acuerdo con la productora Universal Studios para realizar dos películas, que más tarde se convertirían en American Graffiti y Star Wars. El reparto estuvo integrado por Mark Hamill, Harrison Ford, Carrie Fisher, Peter Cushing, Alec Guinness, Anthony Daniels, Kenny Baker, Peter Mayhew y David Prowse; el rodaje fue realizado en la estepa tunecina, Londres y Guatemala. Los efectos especiales corrieron a cargo de Industrial Light & Magic, empresa creada específicamente para esta película.
La trama describe la historia de un grupo de guerrilleros —conocidos como la Alianza Rebelde— cuyo objetivo es destruir la estación espacial Estrella de la Muerte, creada por el opresor Imperio Galáctico. Desde una perspectiva general, la historia se enfoca en un joven granjero llamado Luke Skywalker, quien, de forma repentina, se convertirá en un héroe conforme acompaña al Maestro Jedi Obi-Wan Kenobi en una misión que lo llevará a unirse a la Alianza Rebelde para ayudarles a destruir la estación espacial del Imperio.
A partir de su lanzamiento mundial, el 25 de mayo de 1977, ha sido considerada un hito en la historia del cine, principalmente por el uso de efectos especiales innovadores en la época, así como una de las películas más influyentes en la cinematografía contemporánea. Además, es una de las películas más taquilleras de todos los tiempos, alcanzando una cifra superior a 775 millones USD y manteniendo el primer puesto en la historia hasta 1982, cuando fue superada por E.T., el extraterrestre. Obtuvo seis premios Óscar de un total de diez nominaciones (incluyendo la de «mejor película», cuyo Óscar correspondiente perdió frente a Annie Hall de Woody Allen). En 1989, la filmoteca National Film Registry de la Biblioteca de Estados Unidos añadió el título a la categoría «película cultural, estética o históricamente importante», mientras que el guion de Lucas fue elegido por el gremio Writers Guild of America como uno de los mejores jamás redactados.

## Argumento
Hace mucho tiempo en una galaxia muy, muy lejana ... Son tiempos de guerra civil. Naves rebeldes han atacado desde una base secreta y han obtenido su primera victoria contra el malvado Imperio Galáctico. Durante la batalla, espías rebeldes lograron robar los planos secretos del arma más extrema del Imperio, la Estrella de la Muerte, una estación espacial blindada con suficiente potencia para destruir un planeta entero. Perseguida por los siniestros agentes del Imperio, la Princesa Leia se dirige velozmente a casa en su nave espacial, mientras resguarda los planos que pueden salvar a su pueblo y restaurar la libertad en la galaxia[...]
Texto introductorio de Star Wars: A New Hope.

En medio de la guerra civil galáctica, la Alianza Rebelde ha robado los planos de la poderosa estación espacial Estrella de la Muerte, con los que espera obtener ventaja en la guerra. Los planos son transmitidos a la Tantive IV, una nave diplomática al servicio de la Princesa Leia del planeta Alderaan, sin embargo la transmisión es interceptada por el Imperio Galáctico, dando alcance a la Tantive IV. De forma inmediata, las tropas imperiales toman el mando de la nave, con Darth Vader a la cabeza. Durante el asalto, capturan a la princesa, quien antes logra depositar los planos robados y una grabación holográfica dentro de un droide astromecánico denominado R2-D2, el cual habrá de escapar a bordo de una pequeña cápsula de escape con destino al desértico planeta Tatooine, junto con el droide protocolo C-3PO. 
Al llegar a la superficie del planeta Tatooine, ambos droides son capturados por los Jawas, unas criaturas del desierto que se dedican a comercializar partes de droides y vehículos abandonados, quienes los ofrecen a los granjeros Owen y Beru Lars quienes cuidan a su sobrino, Luke Skywalker. Casualmente, cuando Luke se encuentra limpiando a R2-D2, activa parte del mensaje holográfico de Leia, el cual le pide ayuda a un tal Obi-Wan Kenobi, lo cual le lleva a sospechar que los droides le pertenece; sin embargo Luke no conoce a nadie en la zona con ese nombre y cree que puede ser pariente de Ben Kenobi, un viejo ermitaño que vive en la zona. Poco después, el droide se escapa de la granja de Owen, por lo que Luke y C-3PO acuden en su búsqueda. Durante su travesía, son atacados por «moradores de las arenas», siendo finalmente rescatados por un sujeto encapuchado el cual ahuyenta a los moradores de las arenas y se revela como el viejo Ben Kenobi. Una vez a salvo en su casa, Ben le revela a Luke que él es Obi-Wan y le cuenta que es un caballero Jedi, antiguos pacificadores de la República Galáctica, que extrajeron habilidades místicas de un campo de energía metafísico conocido como la Fuerza, pero que el Imperio los persiguió hasta casi extinguirlos. También le revela que conoció a su padre, con quien luchó en la Guerra de los Clones defendiendo a la República, hasta que Vader, antiguo alumno de Obi-Wan, recurrió al lado oscuro de la Fuerza y lo asesinó; además de ello, Obi-Wan también le obsequia a Luke el sable de luz que perteneció a su padre. Al ver el mensaje holográfico, Kenobi le ofrece a Luke la posibilidad de acompañarlo al planeta Alderaan, donde le enseñará todo sobre la Fuerza, pero Luke, inicialmente inseguro, rechaza la oferta. Siguiendo el rastro de los droides, las tropas imperiales llegan a la granja de Owen, donde asesinan a todos sus habitantes. Al regresar a su casa, Luke encuentra los cadáveres carbonizados de sus tíos. Motivado a vengar su muerte, decide aceptar la petición de Obi-Wan y ayudar a la princesa capturada. 

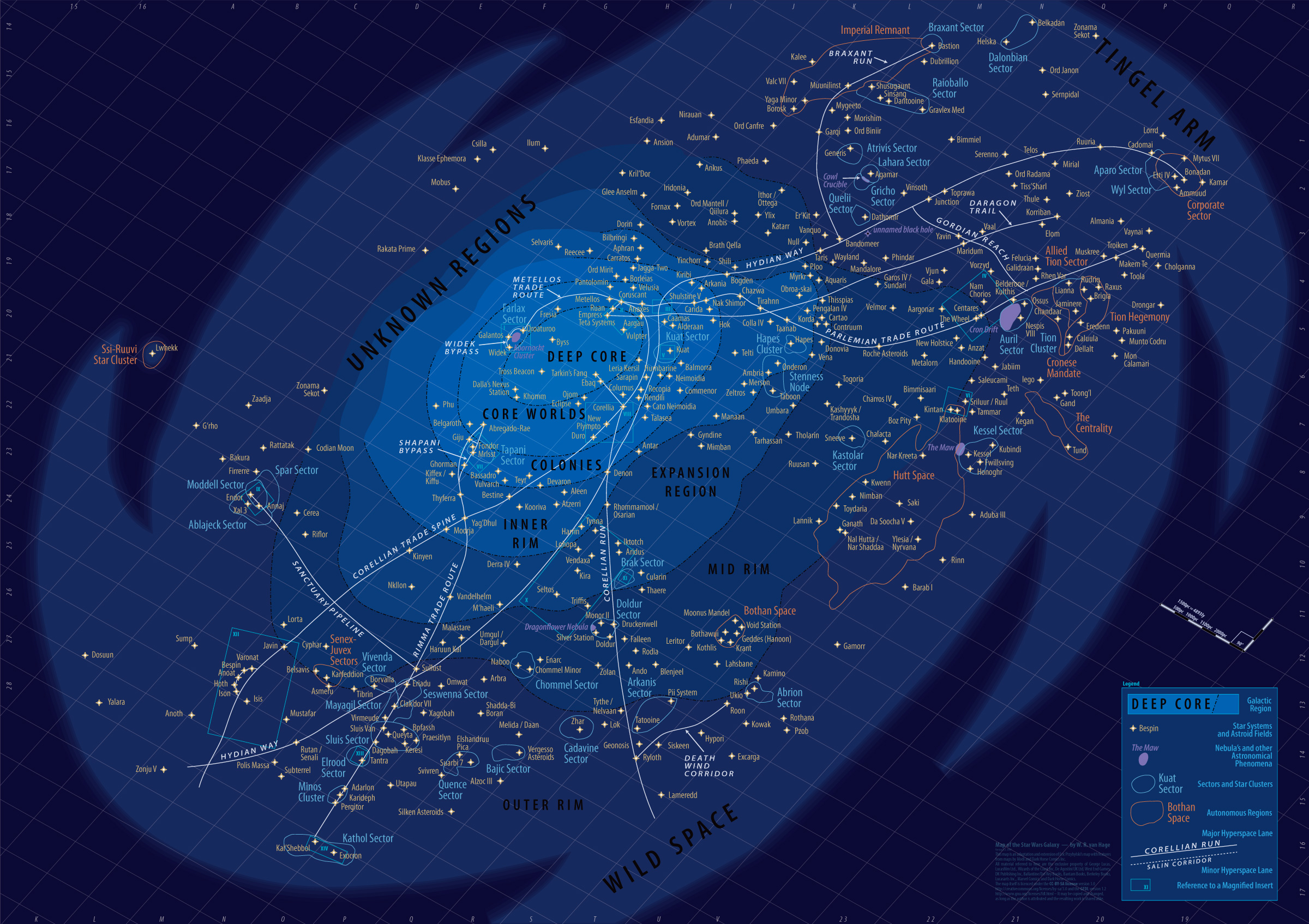
Mapa de la galaxia donde se desarrollan los eventos de Star Wars.

Siendo perseguidos por las tropas imperiales, Luke y Obi-Wan logran llegar al puerto espacial de la ciudad Mos Eisley con el objetivo de encontrar un vehículo que los lleve a Alderaan. Dentro de una cantina, se encuentran con el contrabandista Han Solo y su amigo Chewbacca, quienes les ofrecen llevarlos ahí a bordo de la nave Halcón Milenario —considerada por Solo como «la nave más veloz de la galaxia».
Por otra parte, Leia es interrogada y torturada por Darth Vader, pues este desea saber dónde se encuentra instalada la base rebelde, y por consiguiente los planos robados. Pese a la insistencia de Vader, Leia demuestra tener una fuerza considerable de control mental y no cede ante los interrogatorios, por lo que él la lleva ante el comandante de la Estrella de la Muerte, Grand Moff Tarkin, quien la amenaza con destruir su planeta de origen, Alderaan, en caso de que no colabore con el imperio. Debido a esto, Leia cede y le dice a Tarkin que la base se encuentra en el planeta Dantooine. No obstante, Tarkin ordena que destruyan el planeta Alderaan, bajo el pretexto de que el planeta Dantooine se encuentra demasiado lejos de ellos como para comprobar las palabras de una desconfiable prisionera, rápidamente el súper láser de la estación espacial abre fuego contra el planeta y lo destruye completamente. Sin embargo, Tarkin es informado de que tropas imperiales encontraron una base rebelde abandonada en el planeta Dantooine y sabiendo que Leia jamás traicionaría a la Rebelión; Tarkin ordena su ejecución.
Cuando Han Solo y los demás llegan al sistema a bordo del Halcón, se encuentran con que el planeta Alderaan ya no está y solo se encuentran con los restos flotantes del planeta en el espacio exterior y en cambio se percatan de la cercanía de la Estrella de la Muerte, la cual consigue atraer al Halcón hasta su interior gracias a su campo de tracción. Una vez que la nave aterriza, los tripulantes se ocultan en unos compartimentos que Han Solo usaba para el contrabando. Después, descubren que la princesa se encuentra en la estación, por lo que deciden dividirse en dos grupos: Han Solo, Luke y Chewbacca se encargaran de rescatar a Leia, mientras que Obi-Wan se ocupara de desactivar el campo de tracción. Como parte de su plan, Luke y Han Solo se disfrazan como dos soldados que escoltan a un «prisionero» (Chewbacca) al bloque de celdas. Tras un enfrentamiento con tropas de asalto, consiguen rescatar a Leia, cuya ejecución fue suspendida por Tarkin creyendo junto con Vader que pretenden devolverle a la princesa los planos robados. Mientras que por otro lado Obi-Wan consigue desactivar el campo de tracción, pero cuando se dirigía al punto de reunión se encuentra súbitamente con Darth Vader, quien había sentido su presencia en la estación. Sin más opción Obi-Wan decide enfrentarlo en un duelo con sables de luz. Al percatarse de que el otro grupo ha conseguido llegar al hangar donde se encuentra el Halcón Milenario, Obi-Wan levanta su sable de luz y se rinde, por lo que Vader no vacila y acaba con su vida.
Luke y sus compañeros consiguen escapar de la Estrella de la Muerte. Leia no está del todo convencida, pues según su criterio los han dejado escapar así por así. En realidad, las tropas colocaron un sistema de rastreo dentro del Halcón Milenario, por lo que la base rebelde oculta en Yavin IV está ahora en peligro. Mientras tanto, los técnicos rebeldes analizan los planos robados, y descubren un «blanco» con apenas dos metros de ancho, consistente en una escotilla de ventilación que comunica directamente con el sistema de reactores. Únicamente un disparo realizado desde una nave monoplaza podría alcanzar la apertura. Sabiendo esto, Luke y un escuadrón de la Alianza Rebelde comienzan su asalto sobre la Estrella de la Muerte. Tras una batalla épica, Luke es perseguido por Darth Vader, pero justo antes de que Vader lo tenga en la mira, Han Solo se aparece en el último momento para ayudar a Luke y dejarle el camino despejado para destruir la estación espacial. Tras escuchar la voz de Obi-Wan, diciéndole que use la fuerza, Luke desconecta su ordenador y con un certero disparo logra destruir la Estrella de la Muerte. En las escenas finales, es llevada a cabo una ceremonia en la base rebelde del Templo Massassi, donde la princesa Leia concede a Luke y Han las medallas al valor por su actuación durante la batalla.

## Temáticas

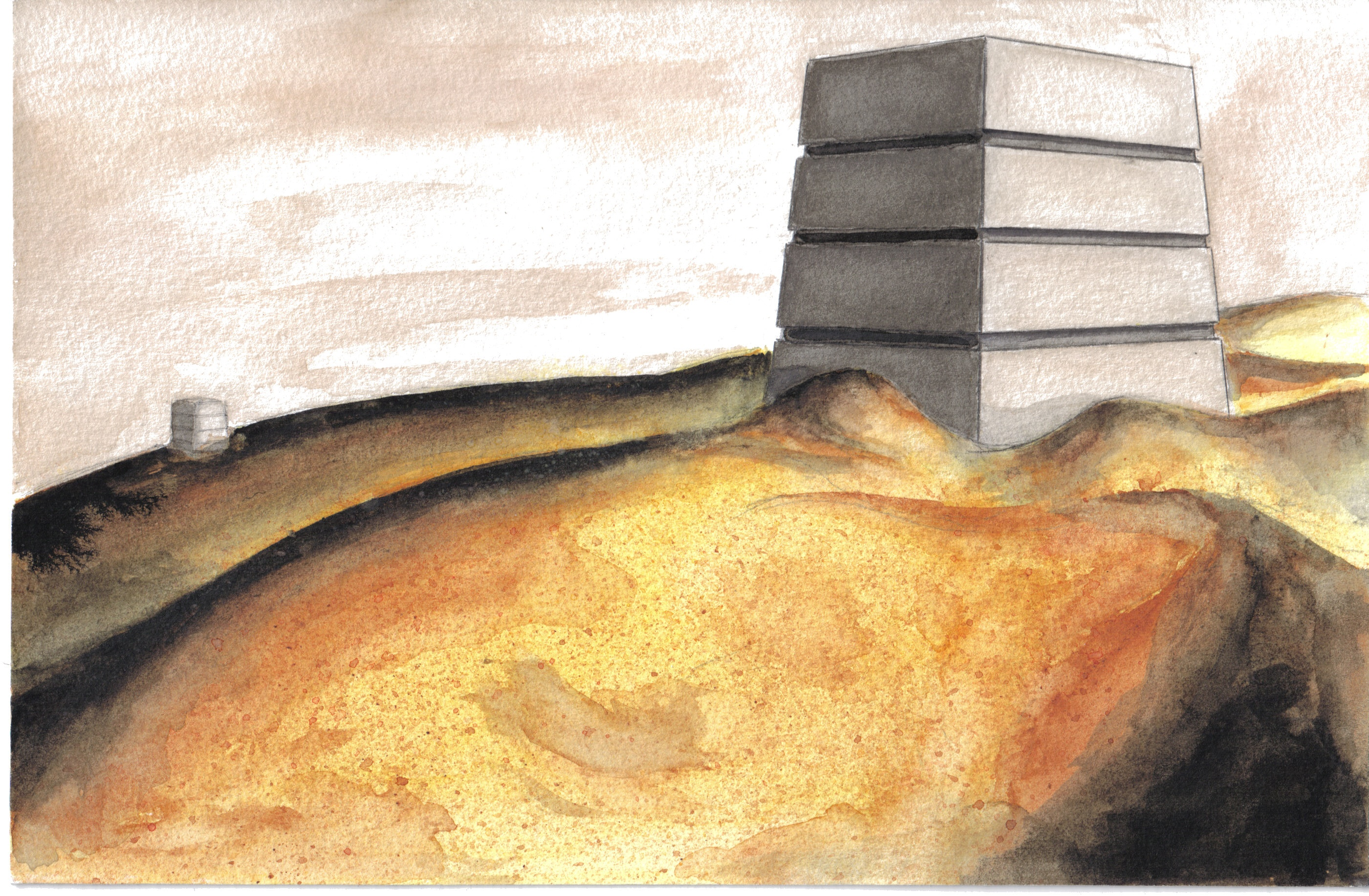
Otra alusión literaria de Star Wars hace hincapié en la descripción del planeta Arrakis, en la obra Dune de Frank Herbert, que sería puntualizada con el planeta Tatooine. De acuerdo con la novela, Arrakis es el único lugar conocido en donde se produce una droga-especia de longevidad llamada melange, mientras que Han Solo es un contrabandista de especias que ha sido visto en algunas minas de Kessel, características por sus reservas de condimentos.

Según George Lucas, obras como Beowulf y el Ciclo artúrico —sobre las cuales sentó los orígenes del mito— y elementos de distintas religiones —abrahámica, confucionismo, sintoísmo y taoísmo— sirvieron de inspiración para Star Wars. Originalmente, quería partir de los seriales de Flash Gordon de los años 1930. Sin embargo, recurrió a la película La fortaleza escondida de Akira Kurosawa y al libro El héroe de las mil caras de Joseph Campbell, ante los derechos protegidos de dicho cómic. Respecto a semejanzas con estas y otros elementos multimedia, la película muestra rasgos en común con Buck Rogers y Flash Gordon, mismos que pueden identificarse en el conflicto existente entre los rebeldes y las tropas imperiales, los efectos de transición en las escenas y el texto deslizable con el que inician Star Wars y su franquicia. Asimismo, uno de los conceptos introducidos en Flash Gordon —la fusión entre la tecnología futurista y la magia tradicional— había sido desarrollado por H. G. Wells, considerado como uno de los fundadores de la ciencia ficción, quien creía que la revolución industrial había «destruido» la idea de que las fantasías mágicas podían hacerse realidad. De esta manera y concluyendo que la plausibilidad es un elemento necesario para permitir que todo mito pudiera desarrollarse como tal, decidió sustituir los elementos de la época industrial, con lo que introdujo máquinas del tiempo en lugar de alfombras mágicas, marcianos en vez de dragones y científicos en reemplazo de hechiceros; así, Wells inició un nuevo género literario al cual denominó «fantasía científica».
Igualmente, La fortaleza escondida fue otra de sus inspiraciones mayoritarias, algo que resulta perceptible en algunas expresiones características; por ejemplo, los dos campesinos pleitistas del filme de Kurosawa evolucionaron a las formas robóticas de C-3PO y R2-D2, mientras que la jerarquía de una familia japonesa en La fortaleza escondida es parecida estructuralmente a las fuerzas imperiales de Star Wars. No obstante, no solo esta película influyó en La guerra de las galaxias, puesto que Yojimbo, del mismo director, sirvió también de inspiración. Las principales comparaciones radican en que varios hombres amenazan al héroe —fanfarroneando entre sí sobre cómo son buscados por las autoridades—, en las escenas finales —un brazo que es amputado por una espada— y en el ofrecimiento a Mifune de «veinticinco ryōs al completar la misión», una promesa muy similar a la que recibe Han Solo de «dos mil ahora, más quince mil cuando lleguemos a Alderaan». La afección de Lucas por las películas de Kurosawa pudo haber influido en su decisión de visitar Japón en los años 1970, provocando a su vez que algunos pensaran que el término «jedi» provenía de «jidaigeki» —drama japonés, que usualmente refiere a películas de samuráis—.
Otra alusión literaria recae en la descripción del planeta Arrakis, en la obra Dune de Frank Herbert, que habría de ser puntualizada en el planeta Tatooine. De acuerdo con su material de procedencia, Arrakis es el único lugar conocido en donde se produce una droga-especia de longevidad llamada melange, mientras que Han Solo es un contrabandista de especias que ha sido visto en algunas minas de Kessel, características por sus reservas de condimentos. Debido a que el concepto original de Star Wars trataba sobre el transporte de la especia, la naturaleza del material no era muy detallada. En una de sus conversaciones, Luke le comenta a Obi-Wan que intuye que su padre había sido un navegante a bordo de un cargador de especias. Otras similitudes entre ambas creaciones incluyen a la princesa Leia y la princesa Alia, la Fuerza y «la Voz» —habilidad usada por la hermandad Bene Gesserit—, y la granja «de humedad» del tío Owen y la tía Beru —la cual se asemeja al rocío de lágrimas usadas por el pueblo fremen como «fuente pequeña pero confiable de agua»—. Más tarde, Herbert diría que «David Lynch, director de la adaptación cinematográfica de su novela homónima, había tenido que pasar por varias complicaciones debido a que Star Wars utilizó muchos conceptos de su obra literaria». Tanto Herbert como Lynch encontraron hasta «16 puntos de similitud», calculando que «las probabilidades en contra de la coincidencia produjeron un número mayor que la cantidad de estrellas existentes en el universo».
La escena del asalto a la Estrella de la Muerte fue concebida después de que Lucas analizara The Dam Busters, de Michael Anderson, específicamente la secuencia donde el bombardero Lancaster de la Fuerza Aérea Británica vuela sobre unos embalses para luego dirigir un par de bombas de rebote que tendrán como objetivo a las represas artificiales, como parte de un plan que tiene como finalidad el paralizar a la industria pesada de la región del Ruhr. Incluso algunos diálogos son repetidos durante el clímax de A New Hope —Gilbert Taylor había sido responsable de los efectos especiales de The Dam Busters—. Otra inspiración para la misma escena sería el clímax de la película Escuadrón 633, de Walter Grauman, en la que Mosquitos de la Fuerza Aérea Británica atacan una central hidroeléctrica alemana mediante una estrategia que consiste en dejar caer bombas especiales en un punto específico, mientras sobrevuelan a una corta altura en medio de un fiordo, protegiéndose de bombardeos provenientes de cañones antiaéreos y de disparos producidos por soldados alemanes. Al final, videoclips de ambas cintas fueron incluidos en la versión dogfight que Lucas usaría a manera de prueba para editar las secuencias de los combates aéreos.
Algunas otras identidades de Star Wars residen en los guiños de inferencia a otras películas clásicas del género, tales como 2001: A Space Odyssey de Stanley Kubrick —la escena en la que una nave espacial cubre la parte superior de la pantalla, refiere a la secuencia inicial de la astronave interplanetaria Discovery 1. Dicha cinta influiría de muchas formas distintas en la apariencia de Star Wars. Entre estos cambios se encuentran el uso de vainas EVA, pasillos hexagonales y gráficos primitivos. Mención similar lleva el puerto de acoplamiento de la Estrella de la Muerte, que hace referencia a uno idéntico que se halla en la estación espacial orbitaria de 2001: A Space Odyssey. Existen también ciertas coincidencias con El mago de Oz de Victor Fleming. Por ejemplo, los jawas son muy parecidos a los munchkin —enanos nativos de Munchkinland en los libros de Oz redactados por L. Frank Baum. Además, los personajes principales se disfrazan como soldados de las tropas enemigas, mientras que la secuencia donde Obi-Wan muere, dejando únicamente su túnica vacía en el lugar, es prácticamente igual a aquella donde la malvada bruja del este se derrite en Oz. En otros ámbitos, y aunque es de color dorado y pertenece al género masculino, el androide C-3PO está inspirado en el robot María de Metrópolis, dirigida por Fritz Lang. Sus zumbidos emitidos nacerían a partir de los ruidos metálicos de The Tin Man, uno de los protagonistas de El mago de Oz.

## Reparto
Para escoger al reparto principal, Lucas compartió una sesión de Reparto con su amigo Brian De Palma, quien también buscaba a los actores de su próximo proyecto titulado Carrie (basado en la novela homónima de Stephen King). Como resultado, Carrie Fisher y Sissy Spacek audicionaron para ambas películas.

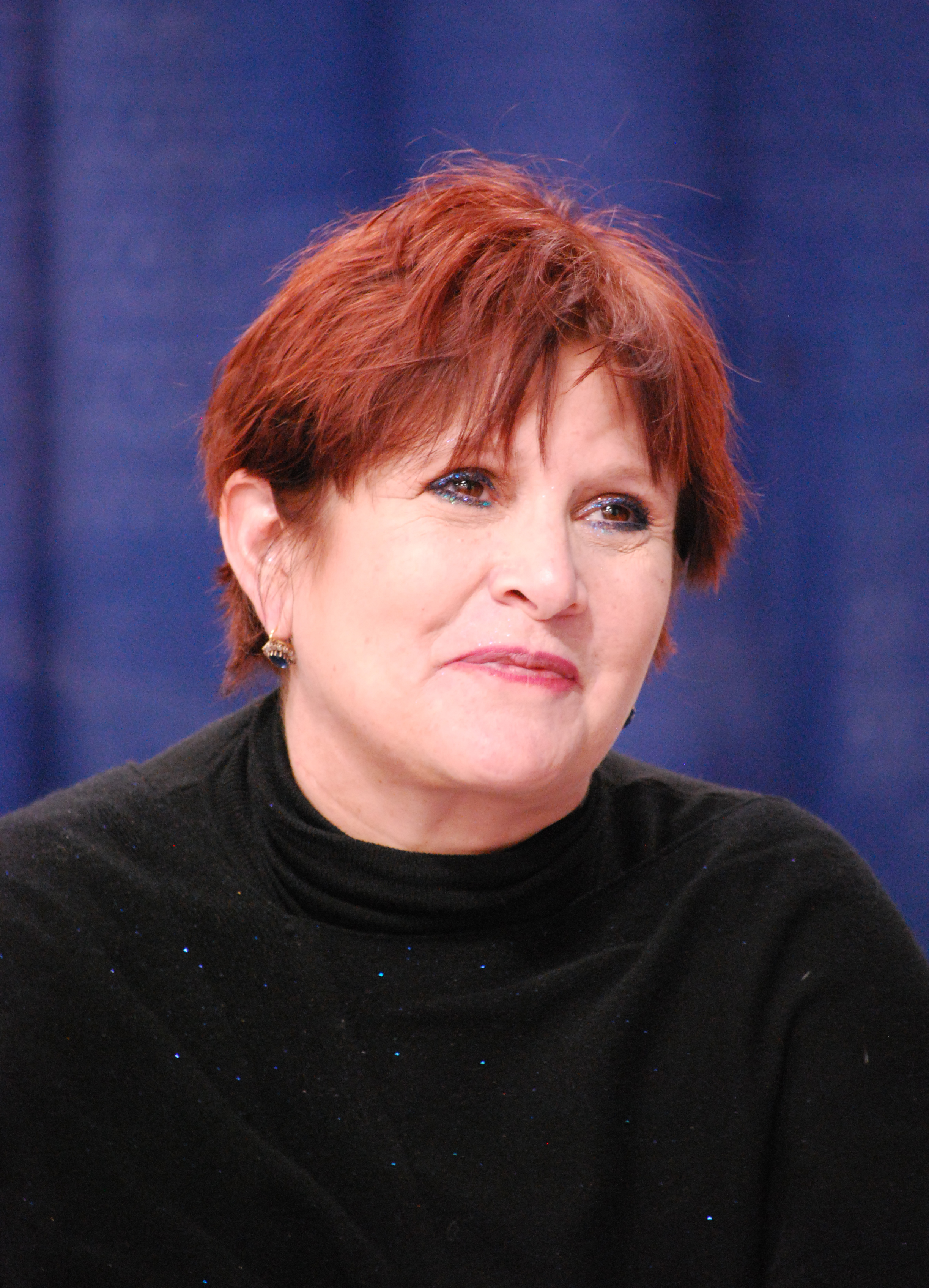
La actriz Carrie Fisher, intérprete de la princesa Leia Organa.

En realidad, Lucas quería contratar a actores jóvenes que no tuvieran mucha experiencia en el cine. Mientras audicionaba para el rol de Luke Skywalker, Hamill concluyó que sus diálogos eran demasiado extraños debido a los conceptos relacionados con la galaxia ficticia. No obstante, decidió simplemente leer su parte correspondiente. Finalmente fue elegido para el papel en vez de William Katt, quien sería contratado para Carrie. Por otra parte, Lucas se negaba a contratar a Harrison Ford, pues ya había trabajado con él en American Graffiti. En cambio, le pidió que le ayudara en el casting, ya fuera al leer líneas de diálogo con los actores que audicionaban o explicándoles sobre el contexto de las escenas que interpretarían. Poco después, lo elegiría por delante de Kurt Russell, Nick Nolte, Christopher Walken, Billy Dee Williams —quien interpretaría a Lando Calrissian en la secuela— y Perry King. Al Pacino rechazó el papel de Han Solo al no entender el guion.
De manera similar, la mayoría de las actrices jóvenes de Hollywood audicionaría para el papel de Leia, incluyendo a Terri Nunn, Jodie Foster, y Cindy Williams. Finalmente, Carrie Fisher fue elegida bajo la condición de que perdiera diez kilos de peso para el personaje. Preocupado por la idea de que el estudio pudiera reprobar el proyecto ante la ausencia de actores reconocidos, Lucas decidió contratar al veterano Alec Guinness —ganador del Óscar al mejor actor por su interpretación en El puente sobre el río Kwai de 1957— como Obi-Wan Kenobi.
El casting para los demás personajes fue realizado en Londres, donde Mayhew sería elegido para interpretar a Chewbacca con solo haberse puesto de pie para saludar a Lucas. Para el mismo personaje audicionó Daniels, quien fue elegido para el rol de C-3PO tras observar una ilustración del personaje elaborada por McQuarrie.
- Mark Hamill como Luke Skywalker: Skywalker es un joven muy sensible a la Fuerza, que vive con sus tíos en el planeta remoto Tatooine. Siempre ha soñado con tener un futuro sobresaliente, en comparación con su estatus relativo.
- Harrison Ford como Han Solo: Un codicioso contrabandista al que Obi-Wan y Luke conocen en una cantina, para luego viajar con él en su nave Halcón Milenario, de la cual Chewbacca es el copiloto.
- Carrie Fisher como la Princesa Leia Organa: Integrante del Senado Imperial y miembro de la Alianza Rebelde. Sus planes consisten en robar los planos de la Estrella de la Muerte, con los que encontrará los puntos más vulnerables de la misma.
- Peter Cushing como Grand Moff Tarkin: Comandante de la Estrella de la Muerte y gobernador regional. Encabeza la misión de búsqueda de la base secreta rebelde, la cual desea exterminar.
- Alec Guinness como Obi-Wan Kenobi: Un viejo caballero jedi que participó durante la Gran Guerra Clon. Es quien le revela a Luke la existencia de la Fuerza.
- Anthony Daniels como C-3PO: Es un robot intérprete que cae en manos de Luke Skywalker, y raramente se despega de R2-D2.
- Kenny Baker como R2-D2: Robot mecánico que, al igual que C-3PO, cae en manos de Luke. Es portador de un mensaje secreto dirigido a Obi-Wan Kenobi.
- Peter Mayhew como Chewbacca: Gran amigo de Han Solo y copiloto del Halcón Milenario.
- David Prowse como Darth Vader: Es un Lord Sith y una figura prominente en el Imperio Galáctico. Su voz pertenece al actor James Earl Jones.
- Jack Purvis como el líder de los Jawas. Es el líder de un pequeño grupo de seres nómadas, que habitan en el desierto y se dedican a comerciar con droides.
- Eddie Byrne como el general Willard: Un general de la alianza rebelde y amigo de la Princesa Leia.
- Phil Brown como Owen Lars: El tío de Luke.
- Shelagh Fraser como Beru Lars: La tía de Luke.
- Denis Lawson como Wedge Antilles: Piloto que lucha junto a Luke en la batalla de Yavin.
- William Hootkins como Porkins: Otro de los pilotos que luchan en la alianza rebelde.
- Jeremy Bulloch como Boba Fett: Un cazador de recompensas contratado por Jabba, el Hutt.
- Larry Ward como Greedo: Otro cazador de recompensas contratado por Jabba el Hutt.
- Declan Mulholland como Jabba, el Hutt: (Aparece en las escenas eliminadas de la película, no aparece en la versión final).

### Doblaje al español
| Personaje            | Voz original     | Voz hispanoamericana | Voz española            |
| -------------------- | ---------------- | -------------------- | ----------------------- |
| Luke Skywalker       | Mark Hamill      | Salvador Nájar       | Salvador Vidal          |
| Han Solo             | Harrison Ford    | Rodolfo Vargas       | Camilo García           |
| Leia Organa          | Carrie Fisher    | Magdalena Leonel     | María Luisa Solá        |
| Obi-Wan "Ben" Kenobi | Alec Guinness    | Carlos Agostí        | Luis Posada Mendoza     |
| Darth Vader          | James Earl Jones | Carlos Petrel        | Constantino Romero      |
| C-3PO                | Anthony Daniels  | Hannibal Brown       | Miguel Ángel Valdivieso |
| Wilhuff Tarkin       | Peter Cushing    | Jaime John Gil       | José Luis Sansalvador   |

## Producción
La descripción detallada acerca de cómo se inició la franquicia Star Wars no ha podido ser determinada a consecuencia de las varias declaraciones emitidas por George Lucas, las cuales tienden a cambiar con el transcurso del tiempo.

### Guion

Tras finalizar el rodaje de THX 1138, United Artists firmó un contrato con George Lucas para la realización de American Graffiti y Star Wars. Poco después, la compañía abandonó los proyectos.

En 1971, el director George Lucas comenzó a concebir las primeras ideas sobre Star Wars, mientras estaba finalizando la producción de su primer largometraje, THX 1138. No obstante, luego revelaría que en realidad el proyecto había surgido incluso antes de dirigir THX 1138. Influenciado directamente por las historietas del personaje ficticio Flash Gordon, intentaría inútilmente obtener los derechos sobre éstas para realizar una adaptación cinematográfica.
Tras finalizar el rodaje de su primera película, y en pleno Festival de Cannes, la compañía United Artists firmó un contrato con el director para la realización de dos películas. La primera reflejaría a la juventud estadounidense de principios de los años 1960 (American Graffiti) mientras que la otra giraría en torno a una space opera denominada The Star Wars. Sin embargo, United Artists se desligó de la primera justo cuando Lucas comenzaba a escribir el guion. En cambio, Universal Studios accedió a encargarse de la  producción y distribución del filme, el cual se estrenó  en 1973. Al finalizar American Graffiti, el director comenzó a enfocar su atención en The Star Wars, empezando a redactar los primeros bocetos en enero de ese mismo año. Para ese entonces, todavía desconocía la recepción conseguida por American Graffiti, de la misma manera que no contaba con una estructura bien definida de todos los detalles vinculados a la space opera.

#### Primeros escritos
El proceso de redacción del guion comenzó de manera progresiva, conforme Lucas iba añadiendo los elementos principales de la trama. De esta forma, inventó varios nombres que serían asignados a una personalidad en particular, los cuales tenían en común el hecho de poseer una extraña pronunciación. Aunque la mayoría fueron descartados en revisiones posteriores del escrito original, una buena parte consiguió ser introducida en el guion definitivo y en las continuaciones de la película. Entre estos se encuentran «Luke Skywalker» y «Han Solo». De igual forma, otros más serían considerados durante la producción de la trilogía previa a los sucesos de A New Hope, siendo el caso del personaje Mace Windu, quien luego pasó a ser conocido simplemente como Windu. En lo sucesivo, Lucas compiló sus bocetos para conformar una sinopsis de dos páginas de extensión, titulada The Journal of the Whills, y cuyo relato —acerca del hijo de un famoso piloto que luego sería entrenado como aprendiz de «Padawan» por un respetable «Jedi-Bendu»— no tenía mucho que ver con el escrito que llegaría a ser considerado para la adaptación cinematográfica. Empeñado en crear un nuevo escrito que resultara más comprensible para los estudios Universal, Lucas decidió basarse en los elementos narrativos de Kakushi toride no san akunin —titulada en español «La fortaleza escondida» o «La fortaleza oculta»—, del director Akira Kurosawa. De manera similar a lo ocurrido con Flash Gordon, intentaría adquirir los derechos para una nueva versión fílmica de La fortaleza escondida, sin progresar tampoco esta vez en sus esfuerzos. Finalmente, decidió crear un escrito de 14 páginas inspirado en el libro The Films of Akira Kurosawa de Donald Richie. Dicha sinopsis tenía varias similitudes con la película de Kurosawa, con lo que parecía un texto idéntico cuyas únicas diferencias radicaban en los nombres y escenarios principales de la historia.

#### La negociación con 20th Century Fox
Poco después de crear la sinopsis idéntica a La fortaleza escondida, Universal Studios se desligó de la película pensando que su presupuesto se tornaría demasiado arriesgado como para invertir en ella. Ante esto, Lucas se reunió con el productor ejecutivo de 20th Century Fox Alan Ladd Jr. —hijo del actor de cine negro Alan Ladd—, con quien firmó un contrato para comenzar el rodaje de The Star Wars en junio de 1973. Probablemente, la razón primordial por la cual Alan Ladd Jr. había decidido apoyarlo, era la fe que tenía en las capacidades de George Lucas, quien llegaría a puntualizar, «Ladd invirtió en mí, no en la película.» A raíz del contrato, la financiación para el filme alcanzó la cifra de 150 000 USD, con la cual el director redactaría el guion y comenzaría el rodaje; a partir de su última sinopsis, completó su primer guion en mayo de 1974.

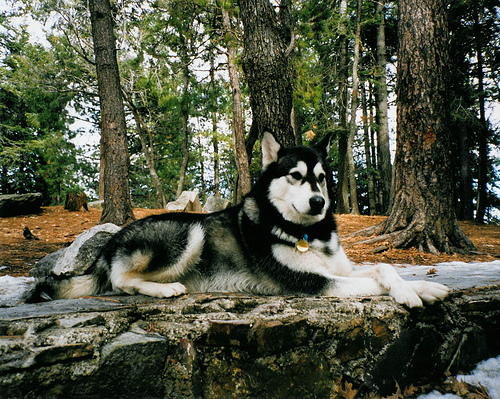
El malamute de Alaska de Lucas, llamado Indiana, sirvió de inspiración para crear al personaje Chewbacca, acompañante de Han Solo. Años después, su nombre sería considerado para el icónico aventurero Indiana Jones.

El primer libreto de Star Wars incorporó de nuevo a los jedi, que habían sido descartados en los anteriores escritos, así como a los principales antagonistas de la historia, es decir, los sith. Además, el protagonista sufrió un cambio radical en su concepción, pues inicialmente era un general adulto y en este texto comenzó a ser descrito como un adolescente. El general permanecería en la trama como uno de los personajes integrantes de una familia de enanos. Por otra parte, el contrabandista del planeta Corellia, Han Solo, era un gran monstruo verde con branquias que tenía como acompañante ideal a la criatura Chewbacca, inspirada en Indiana —nombre del malamute de Alaska de Lucas, cuyo nombre también serviría de inspiración para el personaje Indiana Jones—. Los elementos restantes serían perfeccionados en las siguientes revisiones, puesto que el cineasta estaba más concentrado en los eventos del argumento que en los personajes y escenarios. La sinopsis que una vez llegó a ser idéntica a la película de Kurosawa, ahora comenzaba a divergir con la inclinación de Lucas por la ciencia ficción, a partir del estudio y análisis de algunas películas, libros y cómics distintivos del género. Uno de los conceptos indispensables que daría forma a la trama principal —la relación familiar entre un jedi y su hijo, quien luego sería entrenado por uno de los amigos de su padre para convertirse en un maestro jedi— fue introducida en el primer guion, aunque la única diferencia giraba en torno a que el padre era un héroe que todavía vivía durante las primeras secuencias. También fue descrito por primera vez el antagonista Darth Vader, quien peculiarmente era visto por Lucas como un héroe caído más que como un supervillano.
Aunque se distraería con otros proyectos momentos antes de volver a revisar el guion original, Lucas finalizó un segundo guion en enero de 1975. Este nuevo escrito todavía presentó algunas diferencias sustanciales entre los personajes y sus relaciones individuales. Por ejemplo, Luke (cuyo apellido original era «Starkiller») tenía varios hermanos y su padre aparecía en escena justo antes de finalizar la historia. Debido a ello, el segundo libreto de Star Wars era interpretado más bien como un cuento de hadas que como un relato de acción y aventura, típico de los escritos anteriores. Cabe mencionar que esta redacción concluía con un texto deslizable que mencionaba los siguientes sucesos que continuarían la historia, siendo entonces la primera vez que se introducía el concepto de los textos deslizables para explicar el contexto de cada nueva película de Star Wars. Además, introdujo el concepto de la conversión de un jedi a la orden oscura de los sith, específicamente de un miembro notable que decidiría continuar sus entrenamientos con un maestro sith para perfeccionar sus habilidades. Poco después, el ilustrador Ralph McQuarrie fue contratado para representar los anteriores conceptos en escenas visuales que acompañarían al segundo guion, una vez que fuera entregado a los estudios Fox.

#### Últimas revisiones
Un tercer libreto fue redactado por Lucas y concluido el 1 de agosto de 1975 bajo el título The Star Wars: From the Adventures of Luke Starkiller. Este nuevo escrito contenía la mayor parte de los elementos definitivos de la película, aunque aún presentaba ligeras diferencias en los personajes y parajes. Por ejemplo, Luke era descrito como un niño cuyo padre había muerto tiempo atrás.
Finalmente, y tras una revisión al guion anterior, Lucas completó un cuarto y último guion el 1 de enero de 1976 con la denominación The Adventures of Luke Starkiller. En colaboración con sus amigos Gloria Katz y Willard Huyck, decidió perfeccionar los últimos detalles tras los cuales comenzaría la etapa de producción. Con el éxito de American Graffiti por parte de la crítica especializada, el realizador tuvo la oportunidad de renegociar su contrato original con Alan Ladd Jr., en una acción que le llevó a asegurar los derechos sobre futuras continuaciones de la película, así como a «proteger» los demás bocetos que no fueron utilizados en A New Hope, con lo que él participaría directamente de las ganancias que recabaran los productos derivados de lo que pretendía iniciarse como una franquicia. Durante el rodaje, continuaría trabajando en la historia para añadir relatos secundarios como la muerte de Obi-Wan Kenobi, tras percatarse de que este no era absolutamente indispensable para las últimas secuencias.

#### El escrito inexistente
Con frecuencia, George Lucas ha dicho que la trilogía original fue escrita en realidad como una sola película; debido a que el guion era muy largo, decidió dividirla en tres partes que luego constituirían las tres primeras películas de Star Wars. No obstante, ninguno de los bocetos creados por Lucas había tenido más páginas o escenas que su libreto definitivo. De cualquier manera, su segundo guion podría ser el escrito al cual ha hecho referencia en sus enunciados. En su obra The Secret History of Star Wars, Michael Kaminski dijo que ese libreto había sido estructurado de una manera similar al que luego se convertiría en el guion final, añadiendo que solo algunos de sus elementos fueron retomados en las continuaciones de Star Wars: A New Hope, tales como la escena de la persecución en el campo de asteroides —trasladada a El Imperio contraataca— y una batalla en el bosque donde participan wookiees —en Return of the Jedi los wookies serían reemplazados por ewoks—. Además, Kaminski sugirió que ninguno de los hilos argumentales principales en los que están basadas las secuelas estuvo presente en anteriores escritos, desmintiendo entonces lo comentado por Lucas. Tiempo después, el cineasta admitiría todo esto.

### Rodaje
En 1975 George Lucas constituyó la empresa de efectos especiales Industrial Light & Magic, tras la desaparición del departamento respectivo perteneciente a 20th Century Fox. A partir de esto, el proceso de realización de los efectos que acompañarían a Star Wars comenzó en un almacén de Van Nuys, California, con base en la técnica de «control fotográfico del movimiento», con la que se crearía una ilusión óptica en cuanto al tamaño de algunos objetos, empleando cámaras pequeñas que se moverían lentamente. Las naves espaciales fueron construidas a partir de imágenes creadas por Joe Johnston, con aportaciones de Lucas e ilustraciones de McQuarrie. Apartándose de lo que él consideró como la «tradicional galanura inherente a cualquier elemento de la ciencia-ficción», optó por utilizar el concepto de un «universo ya concebido previamente», donde todos los objetos —naves espaciales, edificios, etcétera— se vieran antiguos y sucios.

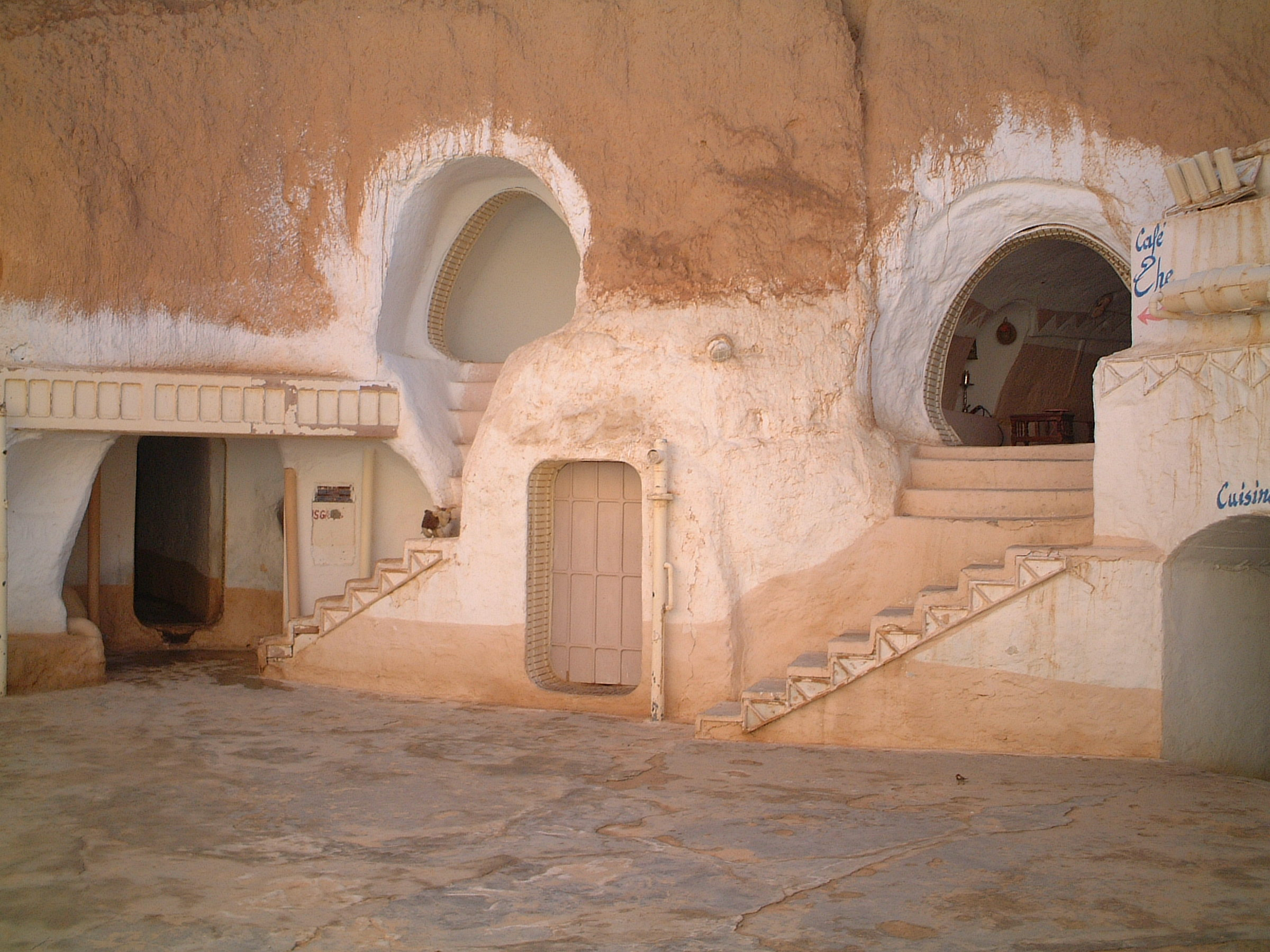
Edificación subterránea en Matmata, Túnez, que fue utilizada para representar el hogar de Luke Skywalker en el planeta Tatooine.

Cuando el rodaje comenzó el 22 de marzo de 1976 en el desierto tunecino para las escenas correspondientes a Tatooine, el equipo de producción se enfrentó a varios problemas. Entre estos destacan el que la agenda de trabajo en el lugar retrasara sus programaciones debido a que se formó una extraña tormenta, sumado al mal funcionamiento de la utilería y a algunas averías electrónicas. Parte de esto resulta descriptible en la anécdota del actor Anthony Daniels, intérprete de C-3PO en la película, quien resultó herido luego de que una de las piezas que conformaba a la pierna izquierda del robot se rompiera y atravesara el plástico que cubría su pie. Una vez que las labores en Túnez finalizaron, el equipo se trasladó a los Estudios Elstree, cerca de Londres, tras considerar que «sería un mejor entorno para filmar». No obstante, volvieron a surgir otro tipo de problemas, entre los que se encontraba el poco interés en la cinta por parte del reparto principal. Debido a que muchos de ellos consideraban al proyecto como «un filme infantil», optaban por no tomarse el trabajo con la seriedad que requería, catalogándolo de «jocoso». Tiempo después, el actor Kenny Baker confesaría que, desde su criterio, la película estaba destinada a convertirse en un fracaso. Para Harrison Ford —con el personaje de Han Solo—, Star Wars era «un proyecto raro», puesto que describía una historia donde había una princesa con moños en su cabello y «un gigante disfrazado de mono» —Chewbacca—. Igualmente, consideraba que los diálogos eran complejos, algo que luego le comentaría a Lucas: «Tal vez puedas escribir todas estas tonterías, George, pero estoy seguro de que ni tú podrías pronunciarlas bien».

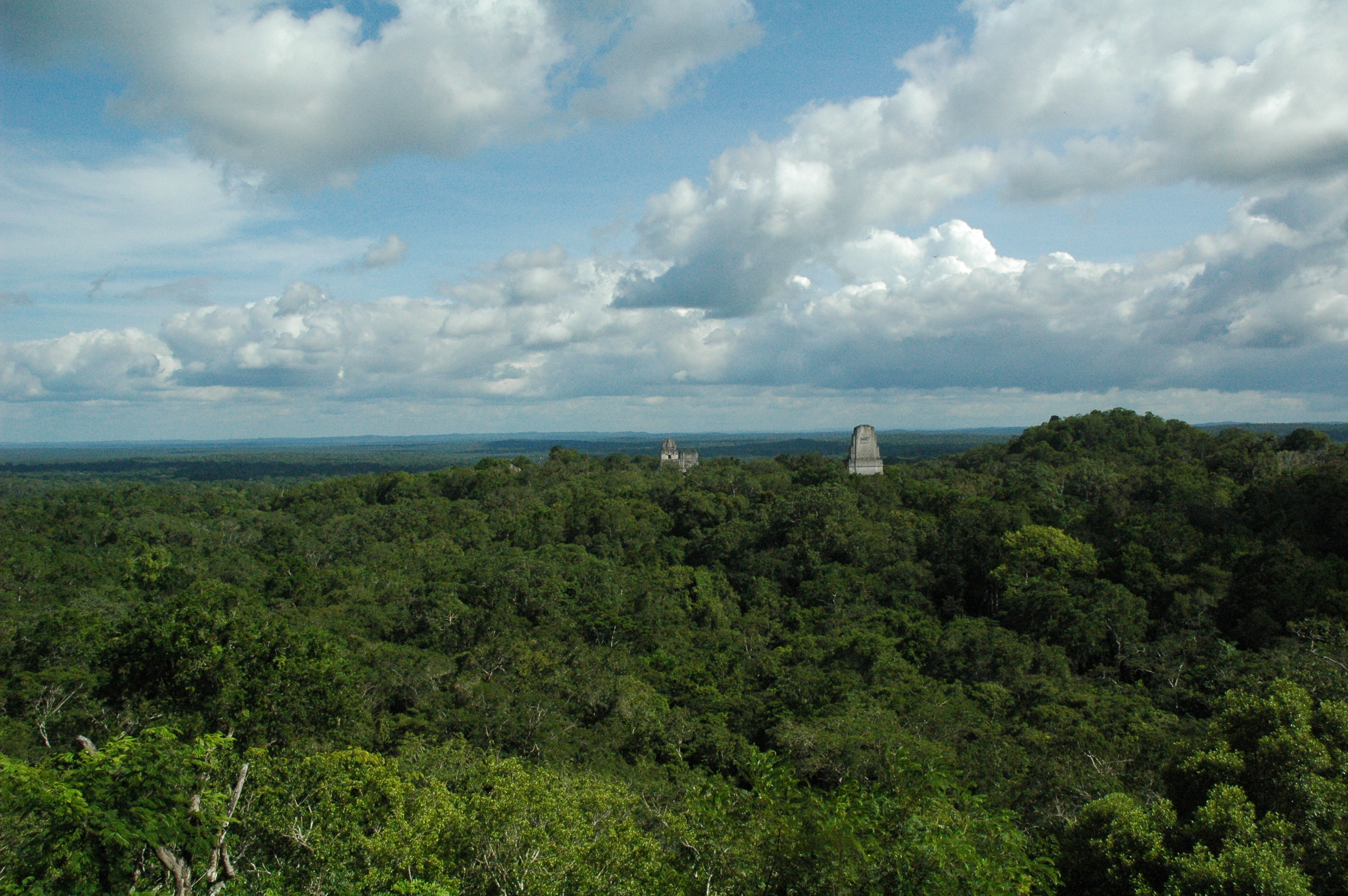
Ruinas mayas en Tikal, Guatemala, las cuales fueron utilizadas como la base rebelde de A New Hope.

Por otra parte, Lucas tuvo desacuerdos con el director de fotografía Gilbert Taylor, a quien el productor Gary Kurtz catalogaba como integrante «riguroso» de la «vieja escuela». Ante esto y con la experiencia en la realización de cine independiente, Lucas decidió crear la mayoría de las secuencias y elementos de la película por su cuenta propia. Las sugerencias del cineasta fueron rechazadas por un ofendido Taylor, quien sentía que Lucas lo humillaba al darle instrucciones específicas sobre cómo hacer las cosas. De igual manera, en varias ocasiones demostró su frustración por los vestuarios, parajes y algunos otros elementos, a los que no consideraba como parte de su «visión original» de Star Wars. Raramente conversaba con los actores, quienes sentían que él esperaba mucho más de ellos cuando su dirección era «mínima» —las principales interacciones entre Lucas y el reparto consistían en términos como «más rápido» y «más intenso».
Ladd le ofreció parte del único apoyo que tenía de la productora, ante el acuerdo por escrutinio con los miembros de la junta directiva acerca del presupuesto creciente y del guion complejo. Tras dos semanas más de retraso, Ladd le dijo a Lucas que tendría que finalizar el rodaje dentro de una semana más o le cancelaría definitivamente el financiamiento, y por consiguiente el proyecto. De esta forma, el equipo realizador se dividió en tres unidades, dirigidas por Lucas, Kurtz y el supervisor Robert Watts, como estrategia para cumplir con el ultimátum de Fox.
Durante la siguiente semana, el elenco trató de animar a Lucas, pues solía estar deprimido la mayor parte del tiempo. La realización de la película comenzaba a hacerse más exigente, lo cual le ocasionó cuadros de hipertensión arterial y cansancio. La recomendación de los médicos consistió en reducir sus niveles de estrés. Sin embargo, la postproducción condujo a rangos similares, e incluso mayores, de estrés en su persona, ocasionados por la presión de los estudios Fox. A esto se sumaba que el actor Mark Hamill había resultado herido durante un accidente de tráfico, lastimándose el rostro y haciendo prácticamente nulas las posibilidades de volver a grabar, en los días siguientes, cualquier escena que pudiera requerirlo.

### Edición

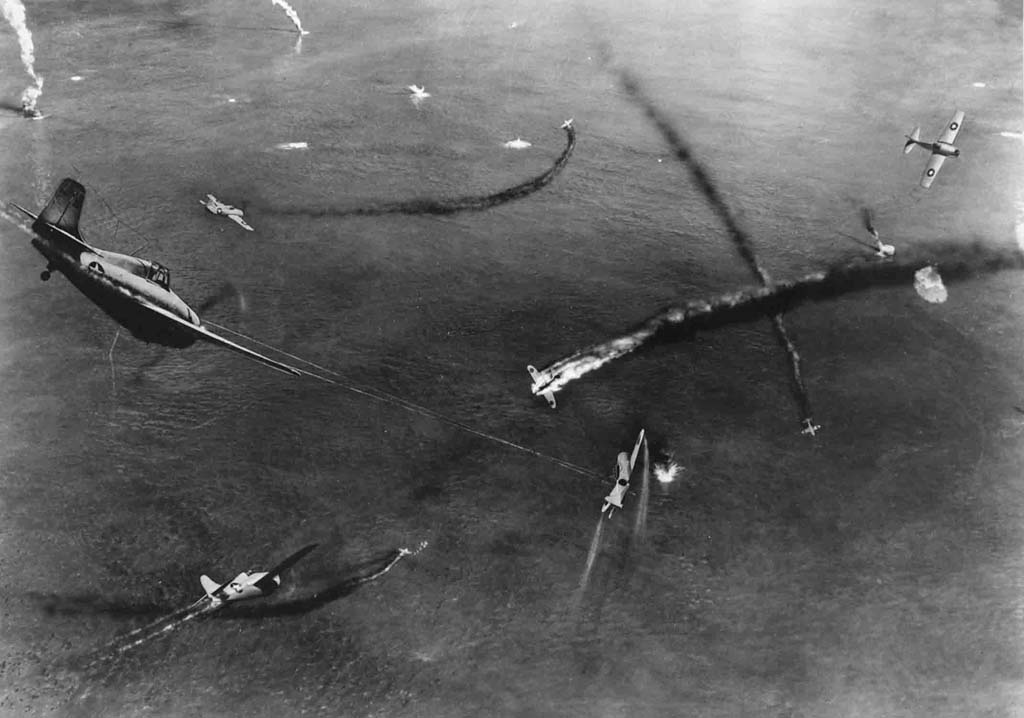
Debido a que la empresa de George Lucas, Industrial Light & Magic, buscaba brindarle efectos especiales inéditos a Star Wars, el cineasta apoyó al equipo con regularidad, enseñándole en el proceso a editar escenas dogfight —combates aéreos— de películas bélicas antiguas, con lo que esperaba mejorar sus conocimientos en el área.

Originalmente, Star Wars sería estrenado durante la Navidad de 1976, pero con los retrasos en la filmación la fecha fue movida al verano de 1977. Sumándose a la cercanía del plazo señalado en el ultimátum, Lucas se topó con una primera edición «desastrosa» de la cinta. Una vez que logró convencer al editor para realizar un nuevo corte final, reemplazó al responsable de la deplorable labor por Paul Hirsch y Richard Chew. Además, le pidió a su entonces esposa Marcia Lucas que le ayudara en la edición —en ese instante, Marcia ya estaba involucrada en el filme New York, New York, de Martin Scorsese. De acuerdo a Chew, la edición original tenía una «paz desbragada», sugiriendo que el anterior editor había hecho una labor simplista —según sus propias declaraciones, algunas escenas habían sido unidas mediante «tomas maestras» que terminaban por convertirse en close-ups—. En lo sucesivo, Hirsh y Chew trabajaron simultáneamente con dos rollos cada uno.
Mientras tanto, Industrial Light & Magic (ILM) coordinaba sus esfuerzos para brindarle efectos especiales inéditos a la cinta. Al final, la empresa gastó la mitad de su presupuesto en cuatro tomas que Lucas consideraba como inaceptables. En esos momentos surgían rumores sobre una presunta indisciplina de varios empleados de ILM, lo cual hizo que el cineasta se viera en la necesidad de intervenir con regularidad, para asegurarse que se cumpliera con el calendario previsto. Aún con cientos de tomas incompletas, ILM tuvo que terminar su trabajo dentro de un período relativo a seis meses, en lugar de un año (que era el plazo estipulado en un inicio). Durante sus intervenciones, Lucas ayudó a editar las escenas dogfight de un par de películas antiguas que contenían elementos bélicos, con lo cual quería inspirar a sus empleados para editar las escenas de una mejor manera.

### Efectos de sonido
En mis primeras conversaciones con George Lucas, él me dijo que quería una banda sonora orgánica, opuesta a las electrónicas y artificiales que figuran como tradicionales en el género. Así, y con la idea de diseñar un mundo visual que fuera oxidado, abollado y sucio, sería necesario crear efectos de sonido donde hubiera rechinidos y motores; lo que queríamos era importar elementos ruidosos en un mundo real. Lo básico en todas las películas de Star Wars ha sido componer sonidos que resulten creíbles para cualquiera, a partir de cosas que no puedan ser reconocidas de inmediato.
Ben Burtt, diseñador de efectos de sonido.

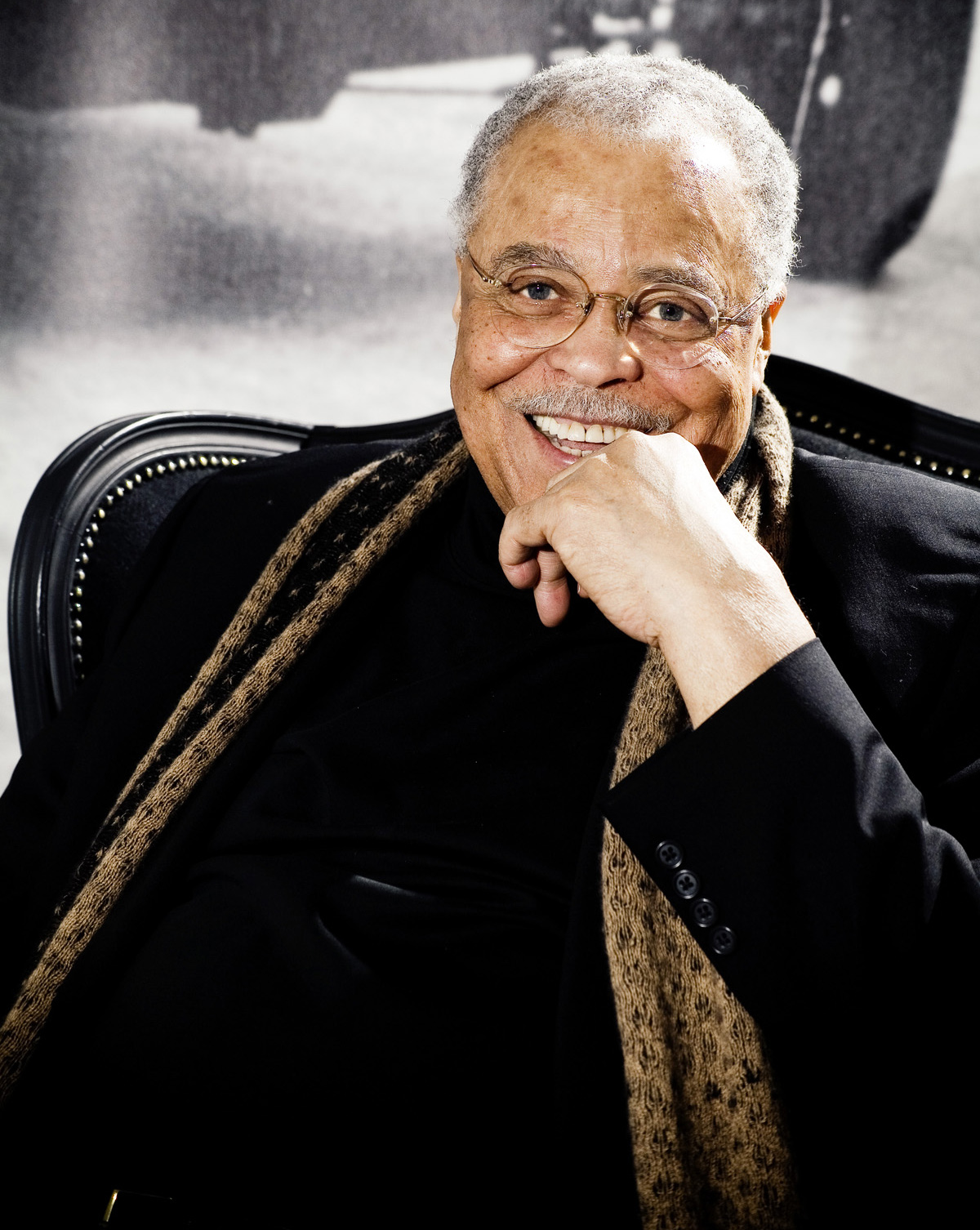
En un principio, Orson Welles prestaría su voz para Darth Vader —interpretado físicamente por David Prowse—. Convencido de que su voz resultaría reconocible con facilidad, el equipo escogió al poco conocido James Earl Jones.

Aun con el caos existente entre la producción y postproducción de Star Wars, el equipo realizador tomó importantes decisiones sobre los efectos de sonido que serían introducidos en la cinta. Como resultado, el diseñador Ben Burtt decidió crear una biblioteca de sonidos, a la que más tarde Lucas definiría como «una banda sonora orgánica». Mediante la modificación del bramido de un elefante, Burtt consiguió crear los ruidos de los caza estelares; las explosiones resultaron de la grabación modificada de un cable de acero bajo tensión que era sometido a golpes constantes, mientras que los característicos zumbidos de los sables de luz surgieron al mezclar los ruidos de su televisor averiado con los emitidos por un viejo proyector de 35 mm. Los disparos láser son producto de un martillo que golpea al cable de una torre para antena de radio. En cuanto a los vehículos, tras mezclar grabaciones del caza monomotor P-51 Mustang y el popular interceptor estadounidense Lockheed P-38 Lightning, el diseñador logró componer las vibraciones de una moto jet. De manera similar, para el antigravitatorio landspeeder de Luke Skywalker, grabó los estruendos de la autopista Harbor Freeway en Los Ángeles, California.
Para crear los gruñidos de Chewbacca, Burtt grabó y combinó ruidos provenientes de perros, osos, leones, tigres y morsas, a partir de los cuales conformó frases y oraciones. En colaboración con Lucas, compuso la voz robótica de R2-D2 tras pasar sus voces a través de un sintetizador, en combinación con tuberías de agua y silbatos. La respiración de Darth Vader fue lograda a partir de la respiración de Burtt en el interior de una máscara de buceo —provista de un tanque de oxígeno— a la que le fue implantada un micrófono. Como dato relevante, Lucas nunca intentó utilizar la voz de David Prowse —físicamente el intérprete de Darth Vader, pues él no pudo prestar su voz debido a su conocido acento de la región sudoeste de Inglaterra—. En un principio, quería que Orson Welles prestara su voz para el personaje, pero luego se convencería de que la voz de Welles sería demasiado reconocible, así que optó por escoger al poco conocido James Earl Jones. De igual manera, tampoco intentó hacer lo propio con Anthony Daniels en el caso de C-3PO. Al final, hasta treinta actores de voz participaron en la audición; sin embargo, se decidió utilizar la voz de Daniels, confundiéndola con la audición del actor Stan Freberg.

### La aprobación de Fox
Cuando Lucas mostró una de las primeras ediciones definitivas de la película a sus amigos, entre ellos los directores Brian De Palma, John Milius y Steven Spielberg, sus reacciones fueron negativas. Spielberg, el único de la audiencia en expresar su aprobación, creía que la falta de entusiasmo de los demás se debía a la ausencia de efectos especiales en las principales secuencias. Más tarde, Lucas comentó que ellos habían sido honestos con él, luciendo aturdidos durante la proyección especial de su largometraje. En contraste con la mayoría, Alan Ladd y 20th Century Fox quedaron fascinados; uno de los ejecutivos, Gareth Wigan, le dijo al director, «esta es la mejor película que he visto en toda mi vida», revelando que incluso había llorado durante la exhibición. Lucas escuchó esto con sobresalto, concluyendo que había resultado gratificante para él, puesto que nunca había logrado ser acreditado por alguno de los ejecutivos del estudio. Aunque los retrasos incrementaron el presupuesto original (de 8 a 11 millones de dólares), la película continúa siendo la menos costosa de la franquicia.

### Banda sonora
Ninguna composición orquestal ha tenido mayor influencia en la historia del cine y en sus elementos musicales que la original Star Wars. En un período significativo para las bandas sonoras, donde comenzaba a enfatizarse en orquestas más pequeñas y en el género pop, los coleccionistas temían que los días gloriosos de Ben-Hur y de Lawrence de Arabia hubieran pasado [...] Pero el uso de un tema musical prominente  y varios leitmotiv en 1977 consiguió ser un regreso indispensable a la influencia wagneriana de la época dorada de Hollywood. En otras palabras, la existencia de tantos temas memorables, y su relación perfecta con los personajes y escenarios de la película fue una especie de concepto revolucionario en esos días. Tras cinco tomas tan sólo en el primer día de las sesiones de grabación, Williams y Lucas combinaron tres leitmotiv para formar las melodías principales que ahora resultan familiares para cualquiera. Junto con la fanfarria vinieron dos composiciones primarias: una para la Fuerza y otra para la Princesa Leia.
Filmtracks

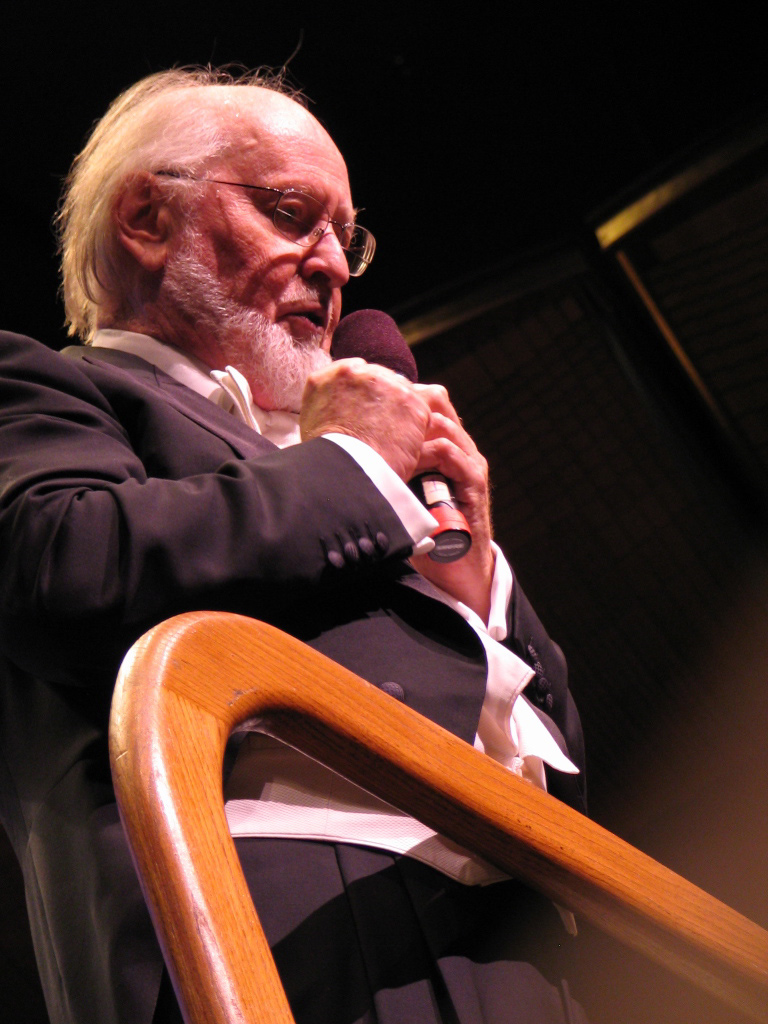
John Williams, quien había trabajado previamente en la banda sonora de Tiburón, por la cual ganó un premio Óscar, fue el encargado de componer la banda sonora de Star Wars, mediante la introducción de varios Leitmotiv en los temas principales.

Por recomendación de su amigo Steven Spielberg, Lucas decidió contratar al compositor John Williams, quien había trabajado previamente en la banda sonora de Tiburón, por la cual ganó un premio Óscar. Lucas sentía que la naturaleza cinematográfica de Star Wars debía representar visualmente a mundos completamente nuevos y desconocidos, y respecto a la musicalización quería lograr que las audiencias se familiarizaran emocionalmente con la misma. En marzo de 1977, Williams comenzó a dirigir a la Orquesta Sinfónica de Londres, buscando grabar la banda sonora de la película en 20 días. Tras 8 sesiones de grabación en los estudios Anvil de Inglaterra, y bajo la orquestación de Herbert W. Spencer, la banda fue lanzada, de manera simultánea a la película, con el título Star Wars - Original Soundtrack en formato de larga duración que incluía un póster ilustrado por John Berkey donde se describía a la batalla final del asalto a la Estrella de la Muerte. Cabe destacar que Williams optó por no seguir el orden cronológico de la película, con la finalidad de proveer una variedad musical al producto final, cuyo contenido llegaba a 75 minutos de duración, distribuidos en 16 pistas. Más tarde, Polydor Records distribuyó la banda sonora en formato compacto. En 1993, 20th Century Fox lanzó una caja recopilatoria de 4 discos, con las bandas sonoras de la primera trilogía de Star Wars.
Debido a que quería un sonido musical majestuoso para Star Wars, a partir de Leitmotivs que brindarían distinción a las composiciones, Lucas juntó sus piezas orquestales favoritas para conformar la banda sonora de su filme, aunque después Williams lo convencería de que una musicalización original tenía que ser única y más unificada. No obstante, solo algunas piezas finales del compositor fueron influenciadas por las melodías favoritas de Lucas. El tema principal fue inspirado en la composición de Kings Row (1942), creada por Erich Wolfgang Korngold, mientras que la pista Dune Sea of Tatooine fue trazada a partir de la obra musical de Alessandro Cicognini para Ladri di biciclette (1948). El American Film Institute catalogó la banda sonora de Star Wars como «la mejor de todos los tiempos» en su listado AFI's 100 años... 25 años de bandas sonoras.

## Promoción y estreno

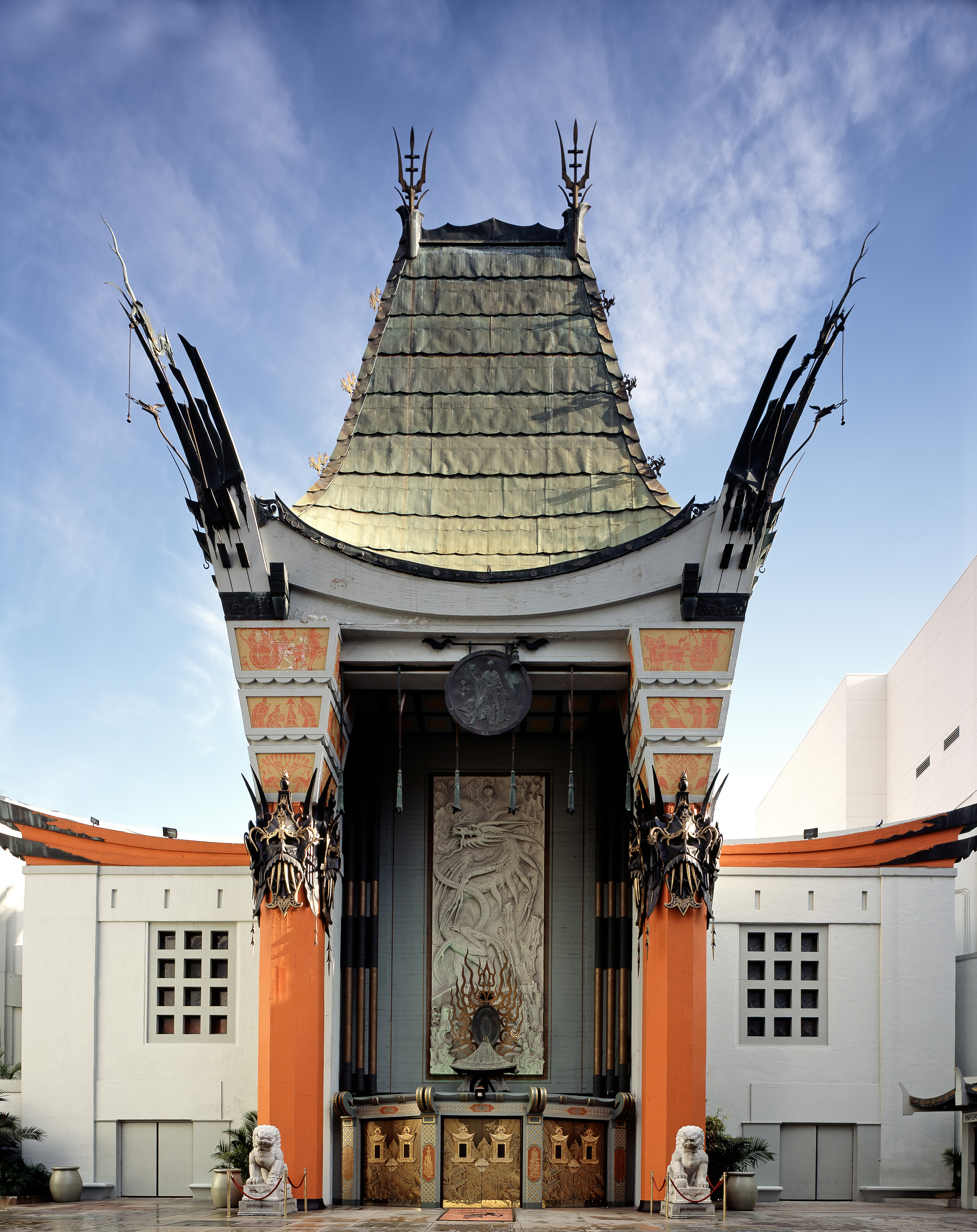
Grauman's Chinese Theatre, lugar en cuya entrada dejaron sus huellas los actores que interpretaron a C-3PO, R2-D2 y Darth Vader, en 1977.

Dado el poco apoyo que recibió por parte de 20th Century Fox, más allá de la concesión de licencias para la comercialización de camisetas y pósters, la productora Lucasfilm contrató a Charles Lippincott como director de marketing de Star Wars. Este consiguió un trato con Stan Lee y Marvel Comics para adaptar la película a una historieta y otro con la editorial Del Rey para la novelización; por su parte, Kenner Co. aceptó realizar una pequeña línea de vehículos y muñecos de acción basados en los personajes de la película. 20th Century Fox, cautelosa ante la posibilidad de que otras películas veraniegas como Smokey and the Bandit vencieran a Star Wars en taquilla, trasladó la fecha de estreno al miércoles anterior al Memorial Day, es decir, el 25 de mayo de 1977. No obstante, la escasa publicidad que tuvo la película provocó que menos de cuarenta salas de cine aceptaran proyectarla y, en respuesta a ello, Fox exigió que para exhibir Más allá de la medianoche, película basada en el best seller homónimo de Sidney Sheldon (y que la productora iba a estrenar en ese mismo período), debían reservar también Star Wars.
La película fue estrenada finalmente en 37 salas de Estados Unidos, resultando ser un éxito inmediato. Durante las tres primeras semanas de su proyección, las acciones de  Fox doblaron su valor, mientras que sus ganancias anuales pasaron de 37.000.000 a 79.000.000 dólares en 1977. Este éxito consiguió trasladarse también al resto del mundo, en parte por la neutralidad cultural de la película. Alan Ladd, Jr., quien acudió al estreno en Japón un año después, temió que la película sería un fracaso cuando, tras finalizar su proyección, todo el público guardó silencio; posteriormente se enteró de que, en dicho país, el silencio era la mejor forma de honrar una película. Mientras tanto, miles de fanes asistieron a una ceremonia celebrada en el Grauman's Chinese Theatre, donde C-3PO, R2-D2 y Darth Vader dejaron sus huellas en la entrada posterior del teatro.
Debido a que la campaña promocional de Star Wars era objeto de deseo de miles de niños, las reservas de juguetes elaborados por Kenner Co. se agotaron rápidamente y la empresa ideó una campaña para las navidades: comprando una caja con tan solo un vale en su interior, podría cambiarse este por el juguete en marzo de 1978. Poco después, Lippincott empezaría a concebir numerosas ideas para promocionar Star Wars, entre ellas las caretas de los personajes que aparecieron en las cajas de cereales Kellog's o los cromos coleccionables que regalaban con los chicles.
En un inicio, la película fue titulada La guerra de las galaxias, sin los añadidos de «Episodio IV» o de «Una nueva esperanza». A consecuencia del estreno de El Imperio contraataca, en 1980, Star Wars fue renombrada, en su reestreno de 1981, así: «Star Wars: Episodio IV - Una nueva esperanza». Aunque Lucas dijo que solo seis películas fueron pensadas en un principio, algunos representantes de Lucasfilm hablaron de nueve películas. La película fue reestrenada en cines en 1978, 1979, 1981, 1982 y 1997.

### Edición especial

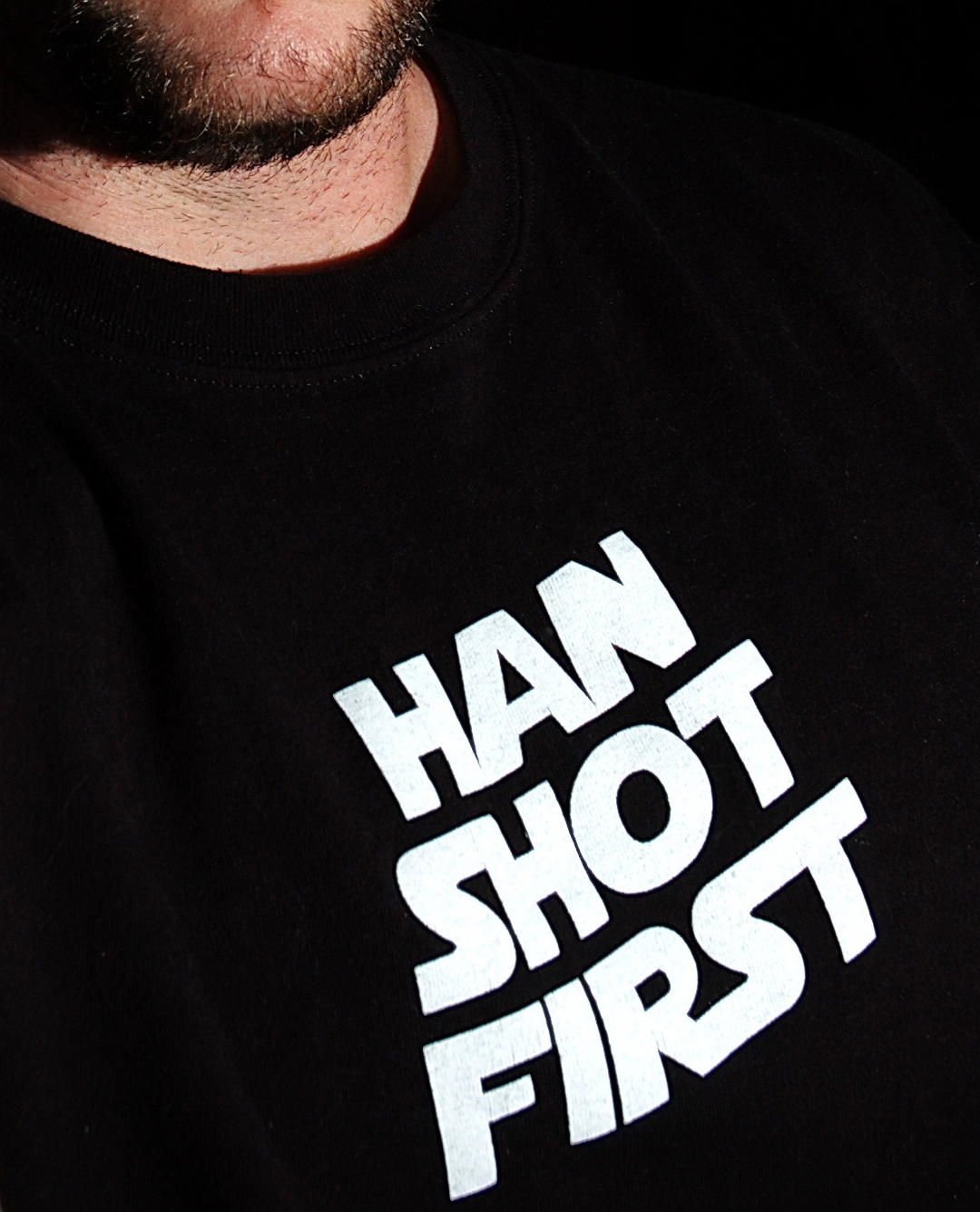
Camiseta con la inscripción «Han shot first» —«Han disparó primero»— que se comercializó debido a un cambio en la edición especial de A New Hope, estrenada en 1997.

Después de que Industrial Light & Magic creara imágenes generadas por ordenador para la película Jurassic Park, de Steven Spielberg, George Lucas concluyó que la tecnología existente en esa época era la adecuada para desarrollar su visión original de Star Wars. La trilogía fue mejorada digitalmente, tanto en los aspectos relacionados con la imagen como con el sonido, y se incluyeron nuevas escenas que habían sido inaccesibles durante su proyección original en cines debido a restricciones tanto financieras como tecnológicas, así como por falta de tiempo. Con motivo de la celebración del vigésimo aniversario de su estreno, la nueva versión de A New Hope —con cuatro minutos y medio más de duración y una banda sonora completamente reelaborada— fue reestrenada en cines el 31 de enero de 1997 y unos pocos días después ocurriría lo mismo con El Imperio contraataca y Return of the Jedi.
Entre las escenas añadidas en A New Hope cabe destacar una en la que Jabba el Hutt visita a Han Solo en el hangar donde está apostado el Halcón Milenario, varios planos del puerto espacial de Mos Eisley o el encuentro de Luke Skywalker con su viejo amigo Biggs Darklighter. Aunque la mayor parte de los cambios fueron menores o cosméticos en su naturaleza, algunos fanes creyeron que Lucas había degradado la película con las nuevas adiciones. Uno de los cambios más controvertidos fue el enfrentamiento entre Han Solo y Greedo en la cantina de Mos Eisley; en la versión original, Solo dispara a Greedo y este muere sin llegar a responder, mientras que en la versión editada es el cazarrecompensas el que ataca primero. A consecuencia de ello, los fanes comenzaron a comercializar una camiseta en la que aparecía la inscripción «Han shot first» —«Han disparó primero»—.

## Recepción

### Recaudación
Star Wars debutó en cines el 25 de mayo de 1977, siendo exhibida en 32 salas estadounidenses y percibiendo 254 809 USD en Estados Unidos al término de ese mismo día. Durante su primer fin de semana en las carteleras obtuvo 1 554 475 USD adicionales, con exhibiciones en 43 cines regionales —11 salas más que en su debut—. En su decimoquinto fin de semana —2 - 5 de septiembre— recaudó 7 737 847 USD en Estados Unidos, cifra que se convirtió en su mayor logro financiero durante ese año. Finalmente, percibió ganancias de 460 998 007 USD en todo el territorio estadounidense, lo que representa un 59,5% de su recaudación total. Respecto a su recepción internacional, obtuvo 6 806 951 USD tan solo en su primer fin de semana; contando con proyecciones en 757 salas de cine, recaudó hasta 314 400 000 USD —cifra que representa un 40,5% de sus ganancias totales—. Además es considerada como la película más exitosa dentro de las clasificaciones regionales G y PG —emitidas por la Motion Picture Association of America—, superando a cintas como Shrek 2, E.T., el extraterrestre, Buscando a Nemo y El rey león.
En lo sucesivo, Star Wars rompería varios récords de recaudación, convirtiéndose en uno de los primeros blockbusters en la historia del cine. A partir de lo anterior, pasó a convertirse en la película con mayores recaudaciones de 1977, al igual que la más exitosa de todos los tiempos hasta que fue estrenada E.T., el extraterrestre en 1982. El primero de sus reestrenos tuvo lugar en 1982, obteniendo ganancias por valor de 460 998 007 USD y siendo proyectada en 1 070 salas, únicamente en Estados Unidos. El segundo relanzamiento sucedió como parte de la edición especial de Lucas sobre la trilogía original, en 1997, con recaudaciones de 579 646 015 USD a nivel mundial. De nuevo fue considerada como la más exitosa, aunque volvería a ser superada ahora por Titanic, película de James Cameron. Tomando en cuenta los ajustes por inflación, ocupa el tercer lugar dentro de las películas con mayores recaudaciones en Estados Unidos, debajo de Lo que el viento se llevó (1939) y Avatar.
Desde entonces, continúa siendo una de las cintas más exitosas de todos los tiempos —siendo la cuarta con mayores ganancias en la franquicia, únicamente sobrepasada por El despertar de la Fuerza, La amenaza fantasma y La venganza de los Sith. A manera de anécdota personal, Lucas mencionó que había pasado la mayor parte del día del estreno en un estudio de sonido ubicado en Los Ángeles. Al salir en búsqueda de alimentos con su entonces esposa Marcia, se encontraron con una gran cantidad de personas en las banquetas del Mann's Chinese Theatre, esperando entrar a la función de Star Wars.

### Crítica
A su estreno, la película recibió críticas bastante positivas. En su evaluación original, Roger Ebert la describió como «una experiencia extracorporal», comparando sus efectos especiales con los de 2001: A Space Odyssey y concluyendo que la verdadera «Fuerza» reside en su «narrativa pura». Igualmente, Vincent Canby de The New York Times la catalogó como «la película que mantendrá entretenidas a muchas generaciones futuras que desde ahora guardan un trato sensible hacia los rituales virtualizados con los que se crean las aventuras de una historieta». Sin embargo, hubo algunas reacciones negativas al respecto; entre ellas destaca la de Pauline Kael, de la revista The New Yorker, quien citó «las carencias de respiro y lírica» como los factores causantes de que el filme no tuviera una «conexión emocional» con las audiencias. Siguiendo un enfoque parecido, Jonathan Rosenbaum mencionó que «ninguno de los personajes tiene profundidad, ¡en cambio, son tratados al igual que los objetos y parajes fantásticos!», y Peter Keough, del diario Boston Phoenix, señaló que Star Wars «es una selva repleta de cine de mala calidad, desemejante al montón de droides hurtados, rotos y escasamente funcionales de los jawas». Sumándose a esta lista se encuentra Stanley Kauffmann, de la revista The New Republic, quien destacó que «su trabajo aquí [refiriéndose a la dirección de Lucas] luce menos original que en THX 1138».
En cuanto a las críticas en Hispanoamérica, Guillermo Ravaschino del sitio argentino cineismo.com expone que «Star Wars contiene todos los ingredientes que hicieron de la trilogía inicial ese fenómeno de masas virtualmente inabarcable», argumentando que «esa cualidad espectral, abstracta, del Bien y el Mal encarnado por los contendientes remite a los temores y fantasías de la infancia. Y unifica a la platea, por encima de su nacionalidad y edad, invitándola a involucrarse sin obligarla a pagar el precio de las convenciones socio-políticas dominantes». Asimismo, el mexicano Ernesto Diezmartinez Guzmán expresa desde su sitio personal, «no puedo negar que La guerra de las galaxias me ha entusiasmado siempre, me ha entretenido de principio a fin, me ha emocionado con su trama simple, directa, infalible».
Por otra parte, de acuerdo al sitio Rotten Tomatoes, de 59 críticas existentes en su portal solo cuatro no respondieron favorablemente al resultado de la película, concluyendo que «los efectos especiales y la acción eran las consideraciones principales».Publicaciones de renombre también han incluido Star Wars en sus listas de mejores películas: en 2008, la revista Empire clasificó a Star Wars en el puesto 22 de su lista de las "500 mejores películas de todos los tiempos";  en 2010, la película se ubicó entre la lista "100 de todos los tiempos" de las mejores películas elegidas por el crítico de cine de la revista Time Richard Schickel;  la película también fue incluida en una lista similar creada por The New York Times, "La guía del New York Times sobre las 1.000 mejores películas jamás realizadas";  en 2012, la película fue incluida en la prestigiosa encuesta decenal de críticos de Sight & Sound "Critics' Top 250 Films", ubicándose en el puesto 171 de la lista, y en la encuesta de directores en el puesto 224.  En 1989, la Filmoteca estadounidense de la Biblioteca del Congreso la consideró como una «película cultural, estética o históricamente importante», mientras que en 2006 el gremio Writers Guild of America eligió al guion original de Lucas como uno de los 101 mejores jamás redactados. Bajo el mismo tratamiento, el instituto American Film Institute enlistó a Star Wars como uno de los 100 mejores filmes del siglo XX, así como una de las mejores en el género del thriller, figurando también para el mismo como una de las más influyentes en la cinematografía contemporánea. Aunado a lo anterior, el personaje Han Solo es considerado como uno de los héroes ficticios más inspiradores, al igual que Obi-Wan Kenobi. Finalmente, la frase «Que la Fuerza te acompañe» es una de las 10 mejores frases en la historia del cine estadounidense, mientras que la banda sonora de John Williams es una de las más populares. Respecto a la acogida en Europa, una encuesta realizada por el Canal 4 en el Reino Unido determinó que A New Hope —junto a su continuación, El Imperio contraataca— es la mejor película de todos los tiempos.

### Premios

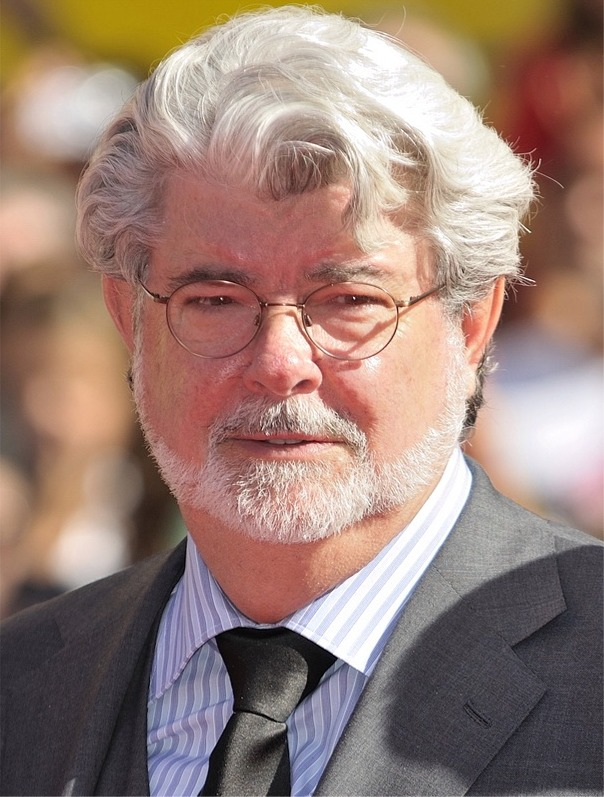
George Lucas fue candidato a numerosos premios por la dirección de Star Wars y, aunque perdió su candidatura en los premios Óscar contra Woody Allen por Annie Hall, su película se llevó varios galardones en otras premiaciones.

Después de su exitoso paso por las taquillas internacionales, Star Wars obtuvo seis premios Óscar y un premio especial al mérito para Ben Burtt por su trabajo en la edición de sonido, resultando además nominada en los premios Globo de Oro dentro de las categorías de «mejor película dramática», «mejor director», «mejor banda sonora» y «mejor actor de reparto», esta última para Alec Guinness. Poco después, recibiría seis nominaciones más en los premios de la Academia Británica —incluyendo «mejor película», «mejor sonido» y «mejor edición»—, de las cuales triunfó en dos. Asimismo, la banda sonora de John Williams obtuvo un premio Grammy como «mejor banda sonora original para una película o programa de televisión». Otros galardones obtenidos incluyen un premio Hugo —«mejor representación dramática»—, dos recompensas para Alec Guinness y George Lucas en la ceremonia de los Evening Standard British Film Awards, un Golden Screen, un Hochi Film Award como «mejor película en lengua extranjera», dos premios en Los Ángeles Film Critics Association Awards —«mejor música» y «mejor película»—, un People's Choice Award al ser elegida como la favorita de las audiencias, un premio elegido por los lectores en los Kinema Junpo Awards de 1979, un reconocimiento especial de la Asociación de escritores de ciencia ficción y fantasía de Estados Unidos, un galardón para el personaje Chewbacca en los premios MTV Movie Awards de 1997 y un premio especial de la Academia de películas de ciencia ficción, fantasía y terror por la celebración de su vigésimo aniversario. Dentro de las distinciones figuran una nominación al premio Eddie —otorgado por la organización American Cinema Editors— por la edición, junto a una adicional de la Academia Japonesa como «mejor película en lengua extranjera», otra del Gremio de directores americanos para Lucas junto a dos menciones en los premios Satellite respecto a su lanzamiento en DVD, para finalizar con una nominación en los premios WGA del Gremio de escritores estadounidenses en el área de «mejor comedia escrita directamente para una película».
| Premio               | Categoría                                        | Receptor(es)                                                        | Resultado |
| -------------------- | ------------------------------------------------ | ------------------------------------------------------------------- | --------- |
| Premios Óscar        | Mejor película                                   | Gary Kurtz                                                          | Nominado  |
| Premios Óscar        | Mejor director                                   | George Lucas                                                        | Nominado  |
| Premios Óscar        | Mejor actor de reparto                           | Alec Guinness                                                       | Nominado  |
| Premios Óscar        | Mejor guion original                             | George Lucas                                                        | Nominado  |
| Premios Óscar        | Mejor dirección de arte                          | John Barry Norman Reynolds Leslie Dilley Roger Christian            | Ganadores |
| Premios Óscar        | Mejor diseño de vestuario                        | John Mollo                                                          | Ganador   |
| Premios Óscar        | Mejores efectos visuales                         | John Stears John Dykstra Richard Edlund Grant McCune Robert Blalack | Ganadores |
| Premios Óscar        | Mejor montaje                                    | Paul Hirsch Marcia Lucas Richard Chew                               | Ganadores |
| Premios Óscar        | Mejor banda sonora                               | John Williams                                                       | Ganador   |
| Premios Óscar        | Mejor sonido                                     | Don MacDougall Ray West Bob Minkler Derek Ball                      | Ganadores |
| Premios Óscar        | Premio especial al mérito                        | Benjamin Burtt, Jr.                                                 | Ganador   |
| Premios Globo de Oro | Mejor película - Drama                           |                                                                     | Nominada  |
| Premios Globo de Oro | Mejor director                                   | George Lucas                                                        | Nominado  |
| Premios Globo de Oro | Mejor acto de reparto                            | Alec Guinness                                                       | Nominado  |
| Premios Globo de Oro | Mejor banda sonora                               | John Williams                                                       | Ganador   |
| Premios Saturn       | Mejor actor - ciencia ficción                    | Mark Hamill                                                         | Ganador   |
| Premios Saturn       | Mejor actriz                                     | Carrie Fisher                                                       | Ganador   |
| Premios Saturn       | Mejores vestuarios                               | John Mollo                                                          | Ganador   |
| Premios Saturn       | Mejor director                                   | George Lucas                                                        | Ganador   |
| Premios Saturn       | Mejor maquillaje                                 | Rick Baker Stuart Freeborn                                          | Ganadores |
| Premios Saturn       | Mejor música                                     | John Williams                                                       | Ganador   |
| Premios Saturn       | Mejor película de ciencia ficción                |                                                                     | Ganador   |
| Premios Saturn       | Mejores efectos especiales                       | John Dykstra John Stears                                            | Ganadores |
| Premios Saturn       | Mejor actor de reparto                           | Alec Guinness                                                       | Ganador   |
| Premios Saturn       | Mejor guion                                      | George Lucas                                                        | Ganador   |
| Premios Saturn       | Mejor edición                                    | Paul Hirsch Marcia Lucas Richard Chew                               | Ganadores |
| Premios BAFTA        | Premio Anthony Asquith a la mejor música de cine | John Williams                                                       | Ganador   |
| Premios BAFTA        | Mejor sonido                                     | Varios                                                              | Ganadores |
| Premios BAFTA        | Mejor diseño de vestuario                        | John Mollo                                                          | Nominado  |
| Premios BAFTA        | Mejor película                                   |                                                                     | Nominada  |
| Premios BAFTA        | Mejor edición                                    | Paul Hirsch Marcia Lucas Richard Chew                               | Nominados |
| Premios BAFTA        | Mejor dirección artística                        | John Barry                                                          | Nominado  |
| Premios Grammy       | Mejor banda sonora escrita para una película     | John Williams                                                       | Ganador   |
| MTV Movie Awards     | Premio a la trayectoria                          | Chewbacca                                                           | Ganador   |

## Influencia cinematográfica

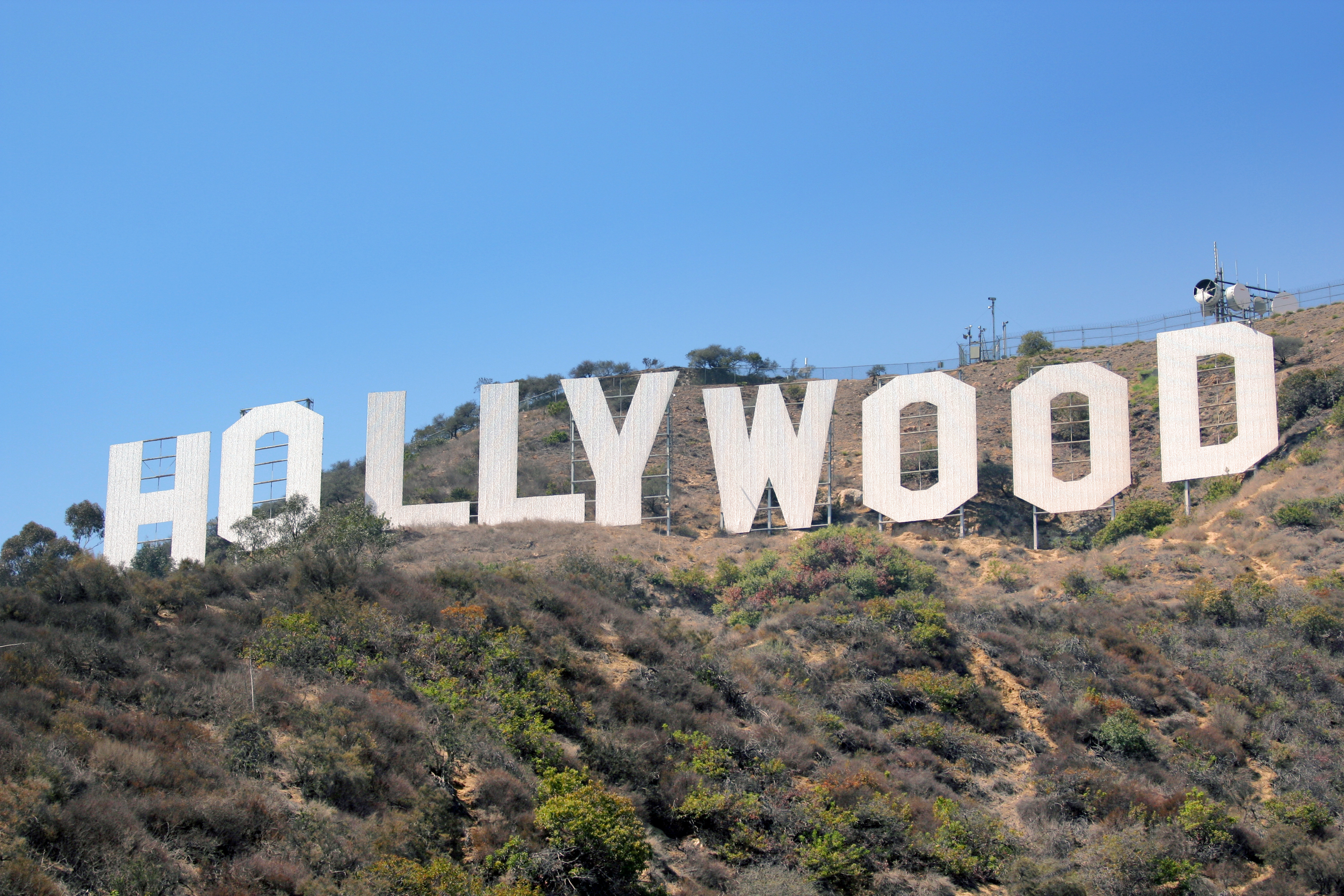
Aunque ha influido directamente en películas y directores, Star Wars ha sido culpada por haber arruinado a Hollywood al desviar la atención de los estudios en filmes clásicos como El Padrino, Taxi Driver y Annie Hall para empezar a concentrarse en «espectáculos juveniles de fantasía».

Star Wars ha influido en varios filmes y directores desde su lanzamiento. A ella se le atribuye el nacimiento de una nueva generación de cintas cargadas de efectos especiales, siendo también una de las primeras en combinar géneros cinematográficos tales como la space opera y los seriales para inventar un nuevo concepto generalizado, el cual los cineastas podrían empezar a explorar. Finalmente, junto a Tiburón de Steven Spielberg, hizo que la industria del cine apartara su atención de los procedimientos usados para las producciones en los años 1970 con el fin de que empezara a concentrarse en los blockbusters de gran presupuesto orientados a las audiencias más jóvenes. Tras ver Star Wars, James Cameron decidió renunciar a su empleo como chofer para empezar su trayectoria en el cine; de forma parecida, otros realizadores que serían influenciados por el filme son Peter Jackson —utilizó la estética introducida en la película para producir la trilogía cinematográfica de El Señor de los Anillos, con la que esperaba transmitir una sensación realista y creíble de los efectos visuales—, Ridley Scott —quien comenzó a interesarse en el «futuro explorado» (donde los vehículos y la cultura tienen sus propias referencias históricas), extendiendo el concepto en sus películas Alien, el octavo pasajero y Blade Runner— Roland Emmerich, Kevin Smith y John Singleton.
Star Wars lanzó las carreras de muchos de sus actores, incluidos Hamill, Ford, Fisher, Mayhew, Daniels, Baker y Jones.  Ford, quien posteriormente protagonizó la serie Indiana Jones (1981-2023), Blade Runner (1982) y Witness (1985) después de trabajar en la película, le dijo al Daily Mirror que Star Wars "impulsó mi carrera" y dijo: "Creo que la gran suerte de mi carrera es que he hecho estas películas familiares que sus familias presentan a las siguientes generaciones de niños en el momento que parece apropiado". 
En contraste, algunas críticas han culpado a Star Wars y Tiburón de haber arruinado a Hollywood al desviar la atención de los estudios en filmes clásicos como El Padrino, Taxi Driver y Annie Hall para empezar a concentrarse en «espectáculos juveniles de fantasía». De acuerdo a Peter Biskind, «cuando todo ya había sido dicho o creado, llegaron Lucas y Spielberg para hacer que las audiencias de la década de 1970, establecidas en una nueva época de películas europeas y sofisticadas, regresaran a las simplicidades de los filmes de la época dorada de Hollywood... Ambos ocasionaron que todo el sistema retrocediera». Aunque para Tom Shone, «Star Wars y Tiburón no traicionaron totalmente al cine contemporáneo: al contrario, lo conectaron de vuelta al sistema, regresándolo a sus raíces como una atracción festiva con un acto mágico y un enorme efecto especial, lo cual fue una especie de renacimiento». Por otra parte, la película ha sido objeto de diversas parodias en programas como Pollo Robot, South Park y Padre de familia, así como por la película Spaceballs de Mel Brooks.

## Relanzamientos
La película fue relanzada en DVD el 21 de septiembre de 2004 en una caja recopilatoria junto a El Imperio contraataca, El retorno del jedi y un disco extra que incluye cuatro horas de contenido adicional sobre la creación, producción y otros aspectos de la trilogía. Las películas, que han sido restauradas y remasterizadas, incluyen varios cambios realizados por George Lucas y mejoras con respecto a la edición estrenada en los cines en 1997, como los cambios en los disparos y sables láser o un nuevo Jabba el Hutt.
Una nueva esperanza se rodó utilizando una película de 35 mm, aunque una vez grabada se exhibió en 1977 y en 1997 en copias de doble aspecto, es decir, infladas a 70mm para mejorar su aspecto visual. Esta edición en DVD respeta el formato original de las salas de cine, con una relación de aspecto de 2.35:1, aunque también incluye el formato 16:9. La película se estrenó en Dolby Estéreo, en Dolby Digital en la edición de 1997 y en Dolby Digital 5.1 EX en esta edición en DVD.
El cuarto DVD incluye varios documentales entre los que destaca Imperio de los sueños: la historia de Star Wars que, con una duración de dos horas y media, repasa principalmente toda la producción de la trilogía. Se incluyen además los tráiler y algunos anuncios televisivos que sirvieron para promocionar las tres películas.
La trilogía fue reeditada en DVD en ediciones especiales separadas en cajas con dos discos por tiempo limitado (desde el 12 de septiembre de 2006 hasta el 31 de diciembre del mismo año). El primer disco contenía la misma versión editada en 2004, pero como novedad se añadió la versión original sin cambios de 1977 en el segundo disco.
Las seis películas de La Guerra de las Galaxias fueron lanzadas por 20th Century Fox Home Entertainment en Blu-ray Disc el 16 de septiembre de 2011 en tres ediciones diferentes, con Una nueva esperanza disponible en una caja de la trilogía original y con las otras cinco películas de Star Wars: The Complete Saga, que incluyen nueve discos y más de 40 horas de características especiales. Las versiones teatrales originales de las películas no se incluyeron en el conjunto de la caja. Sin embargo, las nuevas versiones de 2011 de la trilogía se filtraron un mes antes del lanzamiento, lo que provocó controversia sobre los nuevos cambios realizados en estas películas y causó críticas hacia Lucas.
El 7 de abril de 2015, Walt Disney Studios, 20th Century Fox y Lucasfilm anunciaron conjuntamente los lanzamientos digitales de las seis películas de Star Wars. La Fox publicó Una nueva esperanza en descarga digital el 10 de abril de 2015 y Walt Disney Studios Home Entertainment publicó las otras cinco películas.
En diciembre de 2016, una entrevista realizada a un director de Rogue One: una historia de Star Wars, Gareth Edwards, reveló que Lucasfilm había completado recientemente una restauración a 4K de la película, pero no dio más detalles sobre si la versión restaurada se basó en el original de 1977 o en el relanzamiento posterior.

## Adaptaciones

### Novela
Charles Lippincott, director de marketing de Star Wars, firmó un contrato en noviembre de 1976 con George Lucas y la editorial Del Rey para la publicación de una novela basada en el guion de la película. Aunque se acredita la autoría oficial a Lucas, el verdadero autor fue Alan Dean Foster, quien luego redactaría la primera novela del universo expandido de Star Wars, El ojo de la mente, en donde continúa la trama de Una nueva esperanza. El libro fue publicado en diciembre de ese mismo año —seis meses antes del estreno de La guerra de las galaxias en cines—, bajo el título Star Wars: From the Adventures of Luke Skywalker —en ediciones posteriores fueron renombradas como Star Wars (1995) y Star Wars: Episode IV - A New Hope (1997)—. La edición en español de la novela, traducida por Iris Menéndez, lleva el título La guerra de las galaxias. Para febrero de 1977, la adaptación ya había vendido medio millón de copias.
Algunas escenas eliminadas, que más tarde aparecerían en la versión radiofónica de la película y en el DVD, fueron incluidas también en la novela, como el encuentro de Han Solo y Jabba el Hutt en Mos Eisley o el de Luke Skywalker y su amigo Biggs Darklighter en la estación Tosche. Hay además algunos detalles que cambian con respecto a la película; por ejemplo, Obi Wan no se sacrifica, sino que es ejecutado por Darth Vader y, en la batalla de Yavin, Luke es llamado «azul cinco», mientras que en la película es «rojo cinco».

### Radio

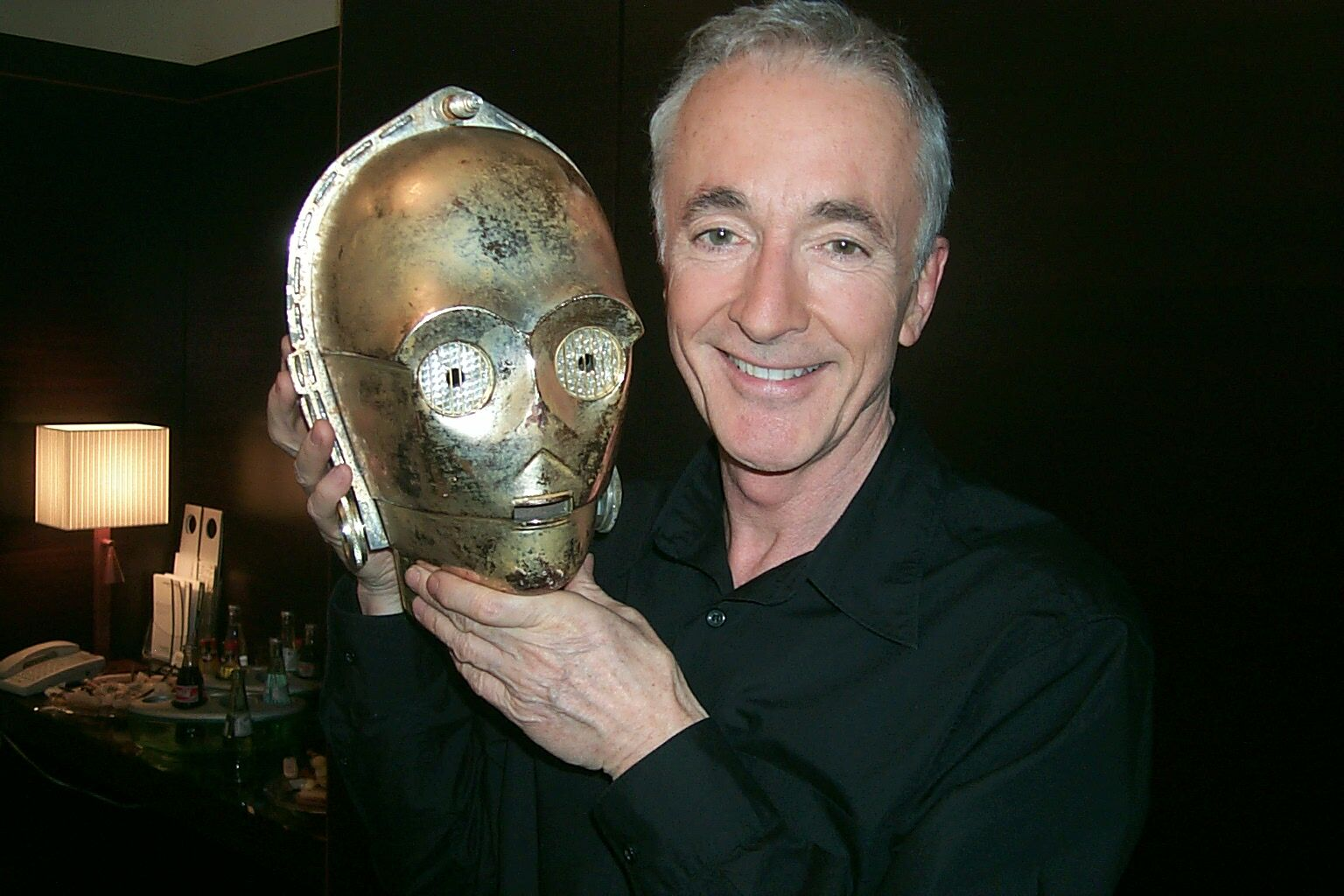
Anthony Daniels, actor que interpreta a C-3PO en la película, repitió su papel en la adaptación radiofónica realizada por la National Public Radio.

George Lucas donó los derechos de Star Wars a la cadena de radio KUSC-FM, filial de la National Public Radio, por el precio de un dólar. El escritor de ciencia ficción Brian Daley se encargó de extender el guion de la película y lo dividió en trece episodios con una duración total de seis horas y media. El director John Madden se encargó de dirigir la adaptación, que contó con los actores Mark Hamill y Anthony Daniels para aportar su voz a sus respectivos personajes en la película, Luke Skywalker y C-3PO. Tras diez días de grabación, el ingeniero de sonido Tom Voegeli se encargó de montar la adaptación, utilizando la música de John Williams y los efectos sonoros que Ben Burtt había creado para la película.
El reparto principal estaba formado por:
- Mark Hamill como Luke Skywalker.
- Ann Sachs como Leia Organa.[123]
- Perry King como Han Solo.[124]
- Bernard "Bunny" Behrens como Obi-Wan Kenobi.[125]
- Brock Peters como Darth Vader.[126]
- Anthony Daniels como C-3PO.
- Keene Curtis como Wilhuff Tarkin.[127]

La adaptación radiofónica fue emitida en 1981 por la National Public Radio, recibiendo una audiencia media de 750 000 oyentes por episodio. En ella, Daley incluyó algunas escenas que fueron eliminadas del corte final de la película, como una en la que la princesa Leia recibe los planos de la Estrella de la Muerte en Alderaan, otra en la que Luke Skywalker observa con sus binoculares la batalla espacial sobre el planeta Tatooine u otra en la que Darth Vader realiza un interrogatorio a la princesa Leia.